# MV Agusta

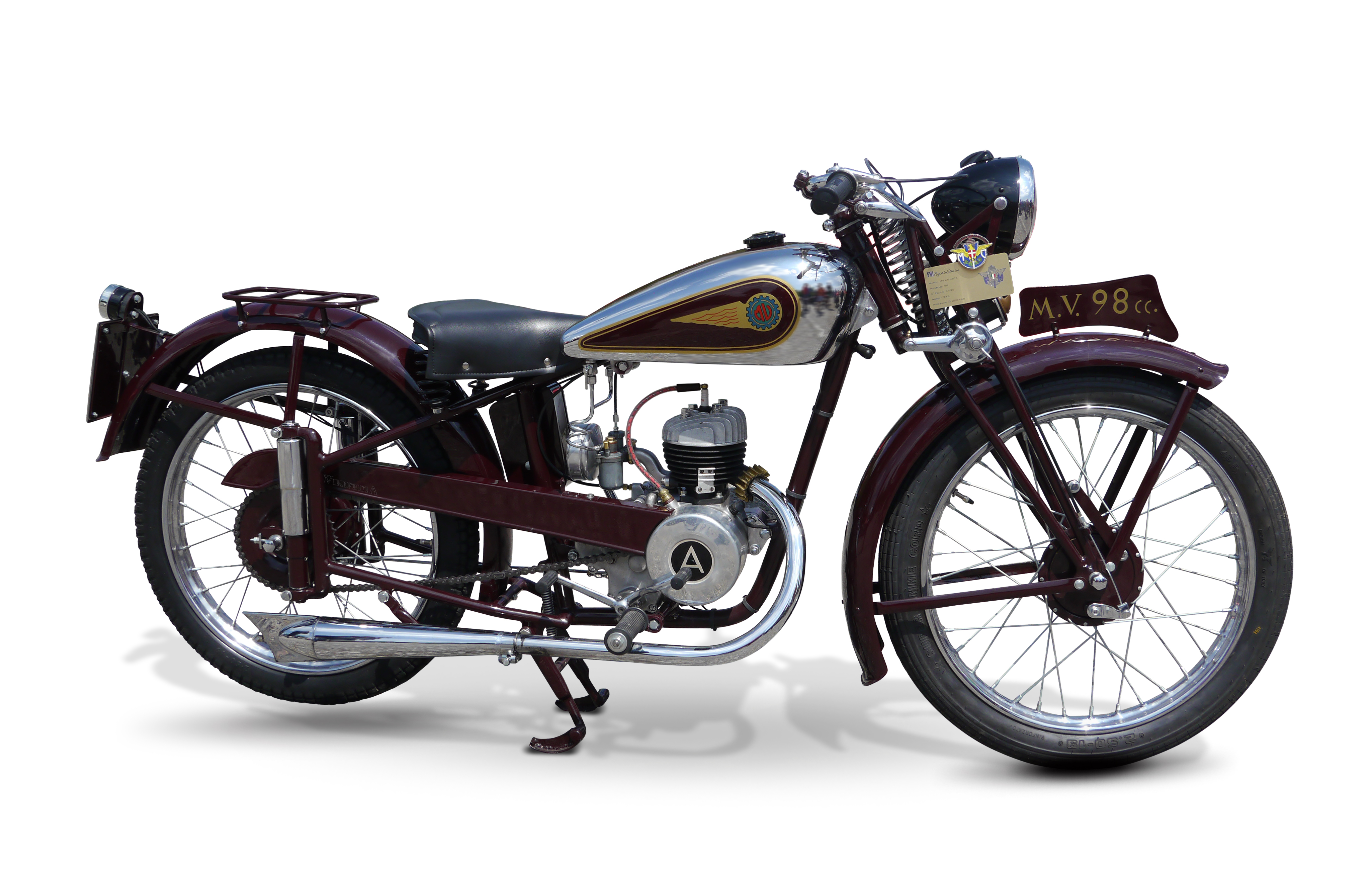
MV Agusta 98cc: das erste von MV Agusta produzierte Motorrad (1946)

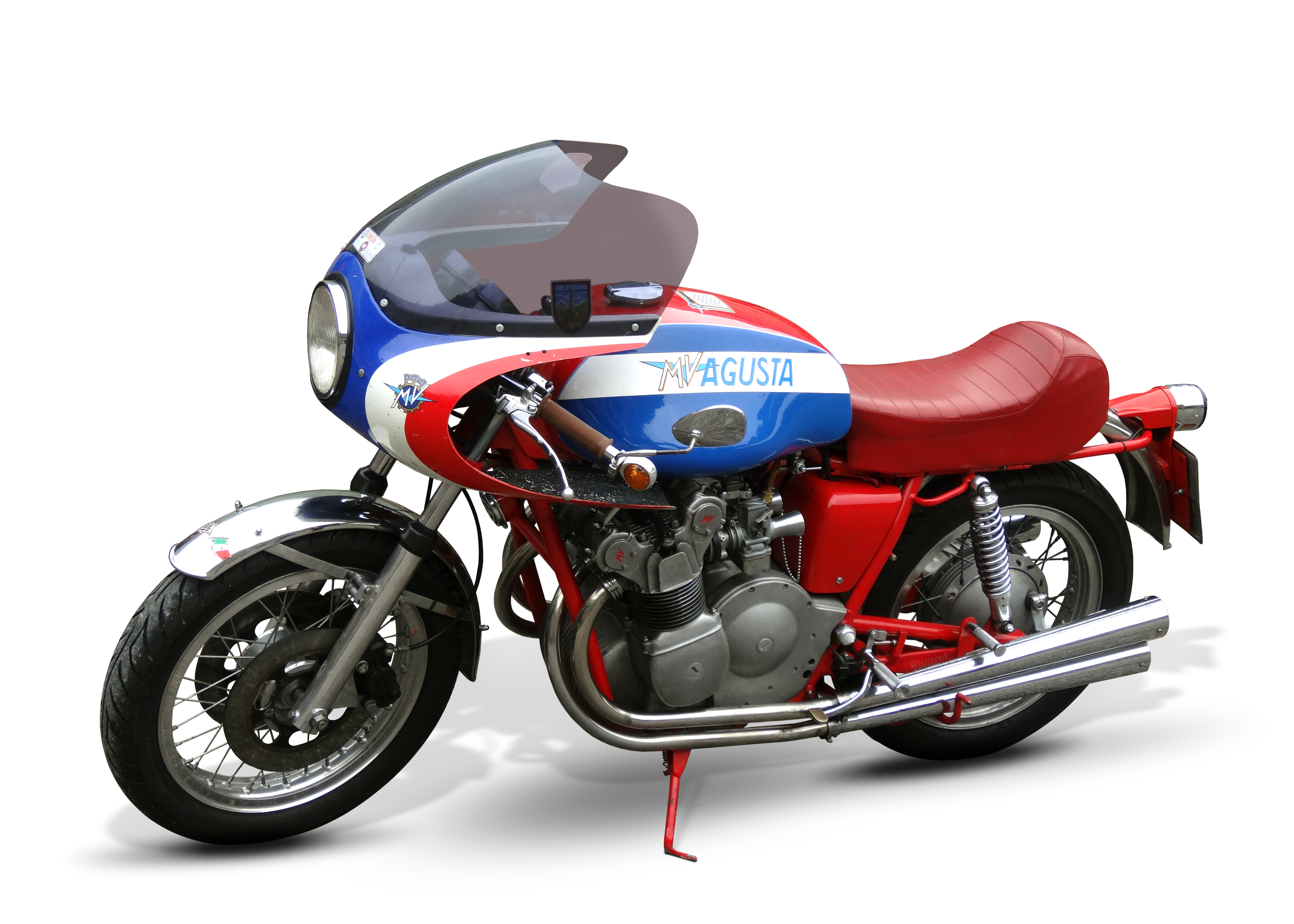
MV Agusta 750 S: gegen Ende der MV-Historie eines der „Prestige-Modelle“ (1975)

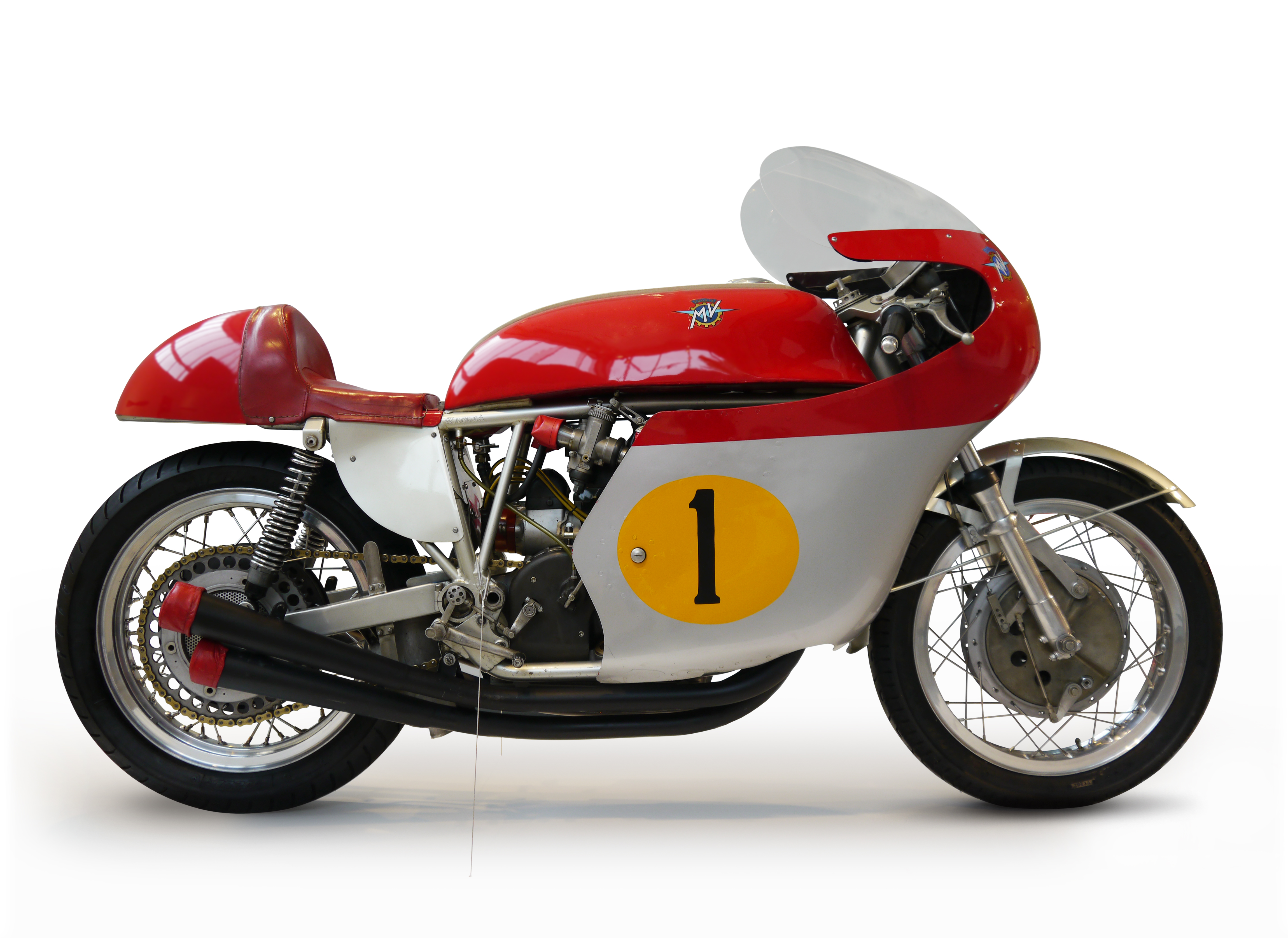
MV Corse 500er Quattro Catena eine der erfolgreichsten GP-Maschinen in der WM-Geschichte (1964)

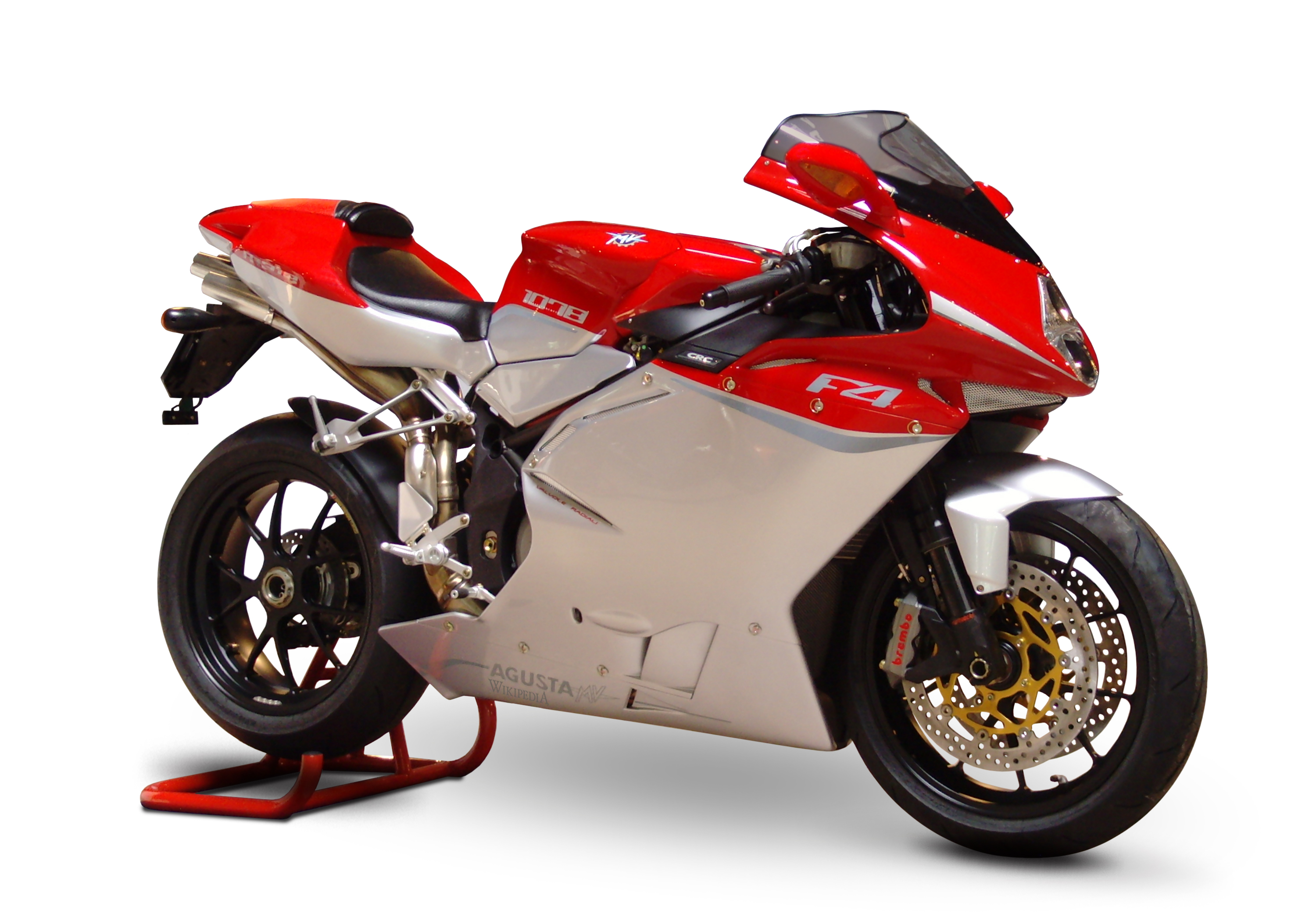
Die MV Agusta F4-Serie, hier das Modell RR312: nach dem Neubeginn eines der Aushängeschilder von MV Agusta

Die MV Agusta Motor S.p.A. ist ein 1945 gegründeter italienischer Motorradhersteller. Die Abkürzung MV steht für Meccanica (Mechanik) Verghera, einem Ortsteil von Samarate, in dem die ersten Maschinen produziert wurden. Der heutige Hauptsitz und die Hauptproduktionsanlagen befinden sich in Varese. Agusta bezieht sich auf den Gründer, Graf Domenico Agusta (1907–1971). Das Unternehmen produzierte sowohl Gebrauchsmotorräder für den Alltag als auch exklusive Modelle in Kleinserien. Der Name ist stark mit dem Motorradsport verbunden: In der Weltmeisterschaft gewann das Werksteam Reparto Corse von 1952 bis 1974 insgesamt 75 Weltmeistertitel (38 Fahrer und 37 Hersteller) und war damit der erfolgreichste europäische Motorradhersteller. 1977 stellte MV Agusta auf Grund finanzieller Probleme die Produktion von Motorrädern ein. Die letzten Jahre bis zum endgültigen Aus 1980 wurden nur noch Ersatzteile zur Gewährleistung von Garantieansprüchen für bereits verkaufte Maschinen hergestellt. 1992 erfolgte der Neubeginn unter dem bisherigen Markennamen MV Agusta durch die Castiglioni-Gruppe (Cagiva).

## Die Geschichte

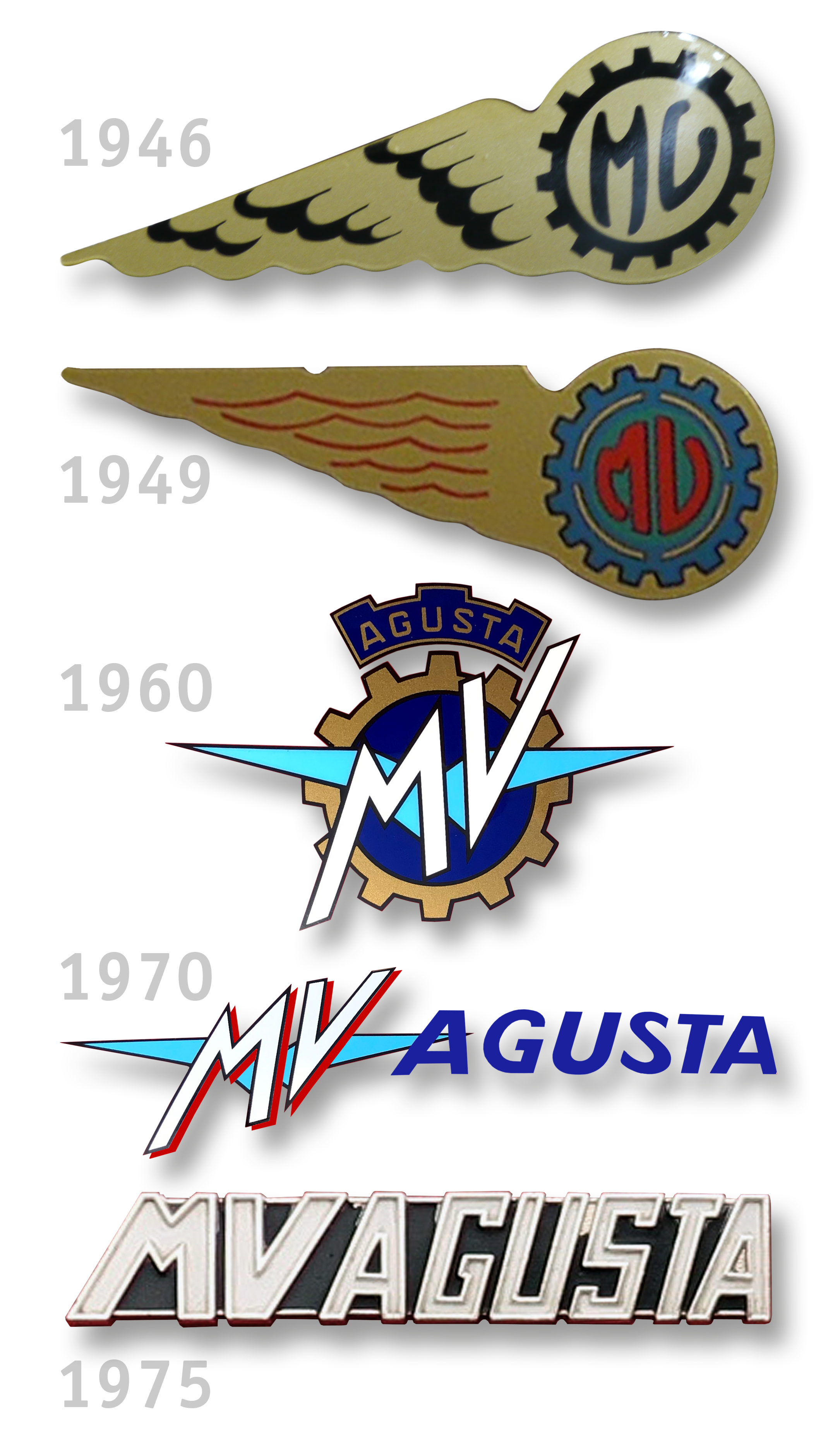
Die Embleme auf den Tanks von MV Agusta im Wandel der Zeit

Der renommierte italienische Flugzeughersteller Agusta hatte bereits nach dem Tod seines Gründers Graf Giovanni Agusta im Jahr 1927 mit der Herstellung von Motorrädern begonnen. Nach dem Zweiten Weltkrieg wurde die Motorradproduktion 1945 als eigenständige Firma von seinem Sohn Domenico Agusta in Samarate unter dem Namen Meccanica Verghera Agusta (etwa „mechanischer Betrieb Agusta in Verghera“ – einem Ortsteil von Samarate) gegründet.

### Das Unternehmen

#### 1945 bis 1980: Motorradproduktion
Das erste Motorrad wurde unter dem Namen MV Agusta 98cc vorgestellt; der ursprünglich vorgesehene Name Vespa 98 war markenrechtlich bereits von Piaggio und deren Vespa-Motorroller belegt.
Nach einer Blütezeit in den 1950er Jahren und zahlreichen Erfolgen im Motorsport in den 1960er und 1970er Jahren musste die Produktion 1980 wegen finanzieller Probleme eingestellt werden. Schon in den 1960er Jahren wurde das rennsportliche Engagement von MV Agusta durch die Produktion von Hubschraubern, dem Haupterzeugnis von Agusta, finanziell gestützt. Die Serienmaschinen von MV Agusta wurden in wesentlich geringeren Stückzahlen als etwa bei Moto Guzzi und Gilera gefertigt. Dennoch war die Modellpalette umfangreich, sie umfasste im Jahr 1967 13 verschiedene Modelle der 50er, 125er, 150er, 250er und 600er Klasse, wobei das Topmodell der Typ 600 mit Vierzylinder-Viertaktmotor war.
Als um 1970 japanische Motorradhersteller auf dem weltweiten Motorradmarkt erschienen, gerieten sowohl englische als auch italienische Motorradhersteller in finanzielle Schwierigkeiten. Die Preise ihrer Modelle waren relativ hoch, 1972 kostete die MV Agusta 750 S zum Beispiel 1.730.000 Lire. Die gefertigten Stückzahlen der europäischen Produzenten waren im Vergleich zum Ausstoß der japanischen Anbieter auch zu niedrig (von der 750 S wurden in fünf Jahren insgesamt nur 583 Exemplare hergestellt) und entsprechend wenige Motorräder konnten auf dem heimischen Markt verkauft werden.
1971, nach dem Tod von Domenico Agusta, dem Chef des Unternehmens, verschlechterte sich die wirtschaftliche Situation bei MV Agusta rapide, sowohl durch die angesprochene japanische Konkurrenz, als auch wegen anhaltender arbeitspolitischer Probleme wie Streiks.
1975 wurde die Produktpalette von MV Agusta radikal auf nur noch drei Modelle reduziert, die allesamt Neuentwicklungen waren. Bei einer Pressekonferenz in Mailand stellte Corrado Agusta, der Bruder des verstorbenen Domenico das neue Programm vor: Zuerst die 750 Sport America, die auf Wunsch von Commerce Overseas Corporation, dem US-amerikanischen MV-Importeur, gebaut wurde; des Weiteren die von dem italienischen Designer Giorgetto Giugiaro entworfene, eher unter ihrer Kurzbezeichnung 350 Ipotesi bekannte MV Agusta 350 Sport und die 125 Sport SE, die sich äußerlich stark am Vorbild der Ipotesi orientierte.
Obwohl diese neuen Modelle als Beginn einer neuen Ära bei MV Agusta und als Start eines ehrgeizigen Programms zur Markteinführung von Motorrädern auf Basis der GP-Maschinen präsentiert wurden, stellte MV Agusta 1977 die Produktion von Motorrädern ein. Die letzten Jahre bis zum endgültigen Aus 1980, wurden nur noch Ersatzteile zur Gewährleistung von Garantieansprüchen für bereits verkaufte Maschinen hergestellt.

#### 1992: Der Neubeginn
Im Jahr 1992 wurde der Markenname MV Agusta von der Castiglioni-Gruppe (Cagiva) gekauft, die bereits Herstellern wie Aermacchi oder Ducati zur Sanierung verholfen hatte. Neue Modelle wurden angekündigt.
Nach der Entwicklung eines neuen 750-cm³-Reihenvierzylinder-Motors wurde 1997 die MV Agusta F4 vorgestellt, ein Superbike in den traditionellen Farben rot und silber, das sich nicht zuletzt dank seines Designs zu einem Erfolgsprodukt entwickelte. In den Handel kam die F4 erst 1999 als F4 750 Serie Oro.
Die Castiglioni-Gruppe strukturierte 1999 ihr Unternehmen um und firmiert seither unter dem Namen ihrer prestigeträchtigsten Marke als MV Agusta Motor. Des Weiteren gehört die Marke Cagiva zu MV Agusta, nachdem Husqvarna 2007 an BMW verkauft wurde.

#### 2008: Übernahme durch Harley-Davidson
Am 11. Juli 2008 gab der US-amerikanische Motorradhersteller Harley-Davidson bekannt, dass er die MV Agusta Group (MVAG) für rund 70 Mio. Euro vollständig übernehmen werde.
Designchef Massimo Tamburini, der auch für die F4 verantwortlich zeichnete, verließ Ende 2008 CRC (Centro Ricerche Cagiva) und damit MV Agusta.

#### 2010: Rückkauf
Claudio Castiglioni kaufte die Firma bereits im Sommer 2010 von Harley-Davidson für den symbolischen Preis von einem Dollar zurück, nachdem der US-amerikanische Hersteller selbst in große wirtschaftliche Schwierigkeiten geraten war. Castiglioni starb am 17. August 2011 im Alter von 64 Jahren an Krebs; die Führung von MV Agusta hatte er bereits an seinen Sohn Giovanni übertragen.

#### 2014: Partnerschaft mit Mercedes AMG
Am 31. Oktober 2014 wurde bekanntgegeben, dass Mercedes-AMG eine Kooperation mit dem Motorradhersteller eingegangen ist. Zugleich übernahm die Mercedes-AMG GmbH 25 % der Firmenanteile von MV Agusta Motor S.p.A. In einer Pressemitteilung wurde im Juli 2017 bekanntgegeben, dass das Engagement von Mercedes AMG beendet wird, MV Agusta die Anteile zurückkauft und diese von dem russischen Investor ComStar Invest übernommen werden.

#### 2022: Einstieg von Pierer Mobility
Am 3. November 2022 wurde bekannt gegeben, dass sich Pierer Mobility (KTM) mit 25,1 % an dem Unternehmen beteiligen wird. Pierer Mobility wird in Zukunft auch den gesamten Einkauf übernehmen, der Verkauf soll über das KTM-Vertriebsnetz erfolgen.
Am 15. März 2024 erhöhte Pierer Mobility die Beteiligung auf 50,1 %. Nur kurz darauf ging die Pierer Mobility in Insolvenz. Daraufhin wurde die MV Agusta im Januar 2025 an einen privaten Investor verkauft.

### Der Rennsport

#### MV Agusta „Reparto corse“ von 1949 bis 1977

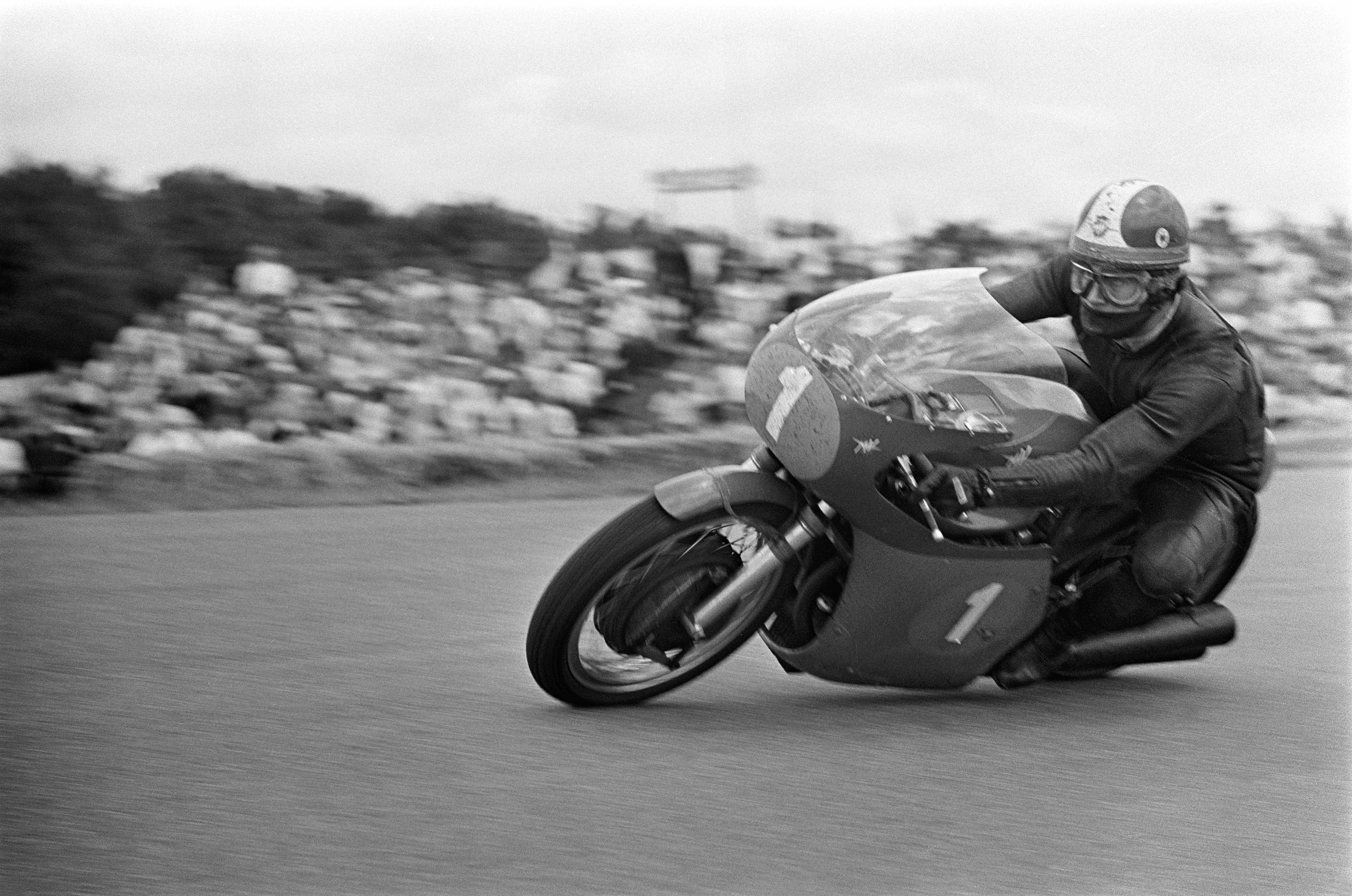
Untrennbar mit dem sportlichen Erfolg von MV verbunden: Giacomo Agostini (hier auf einer MV 500er Tre): von 1966 bis 1972 dreizehn WM-Titel

Von 1949 bis 1977 war MV Agusta mit einem eigenen Werksteam, der MV Agusta „Reparto corse“ (MV Agusta Rennabteilung) oder kurz „MV Corse“ (von ital. „laufen/rennen“) im nationalen und internationalen Motorsport vertreten. Insgesamt konnte das Team in dieser Zeit 38 Fahrer- und 37 Konstrukteurs-Weltmeistertitel in der Motorrad-Weltmeisterschaft erringen, außerdem wurde die Isle of Man TT in den verschiedenen Klassen 34 mal gewonnen.

#### Gegenwart
Nach dem „Neubeginn“ im Jahr 1992 wurde zuerst kein eigenes Werksteam aufgebaut.
Giovanni Castiglioni, Vorstandsvorsitzender und Präsident von MV Agusta, unterzeichnete für die Saison 2014 mit Alexander Yakhnich, Chef von Yakhnich Motorsport, eine Vereinbarung zur Gründung einer neuen MV Agusta Reparto Corse. Das Team wurde von Yakhnich Motorsport betrieben und nahm an der Supersport- bzw. Superbike-Weltmeisterschaft teil. Im Juni 2014 unterzeichneten Castiglioni und Yakhnich eine Vereinbarung, die vorsah, dass MV Agusta den gesamten Betrieb des Rennstalls übernimmt.
MV Agusta Reparto Corse schloss sich Ende 2017 mit dem Team Vamag zusammen, um sich auf die Supersport-Weltmeisterschaft 2018 vorzubereiten. Das Team war in dieser Saison als MV Agusta Reparto Corse von Vamag bekannt. MV Agusta Reparto Corse tritt in der Supersport-Weltmeisterschaft mit den Fahrern Marcel Schrötter und Bahattin Sofuoğlu an.

#### Weltmeistertitel im Motorrad-Straßenrennsport
Insgesamt konnte MV Agusta 38 Fahrer- und 37 Konstrukteurs-Weltmeistertitel in der Motorrad-Weltmeisterschaft einfahren und dominierte fast 20 Jahre lang erst die kleinen und später vor allem die großen Hubraumklassen.
 Giacomo Agostini (13)
- Weltmeister in der 350-cm³-Klasse: 1968, 1969, 1970, 1971, 1972, 1973
- Weltmeister in der 500-cm³-Klasse: 1966, 1967, 1968, 1969, 1970, 1971, 1972

 Carlo Ubbiali (8)
- Weltmeister in der 125-cm³-Klasse: 1955, 1956, 1958, 1959, 1960
- Weltmeister in der 250-cm³-Klasse: 1956, 1959, 1960

 John Surtees (7)
- Weltmeister in der 350-cm³-Klasse: 1958, 1959, 1960
- Weltmeister in der 500-cm³-Klasse: 1956, 1958, 1959, 1960

 Mike Hailwood (4)
- Weltmeister in der 500-cm³-Klasse: 1962, 1963, 1964, 1965

 Gary Hocking (2)
- Weltmeister in der 350-cm³-Klasse: 1961
- Weltmeister in der 500-cm³-Klasse: 1961

 Phil Read (2)
- Weltmeister in der 500-cm³-Klasse: 1973, 1974

 Tarquinio Provini (1)
- Weltmeister in der 250-cm³-Klasse: 1958

 Cecil Sandford (1)
- Weltmeister in der 125-cm³-Klasse: 1952

## Technik

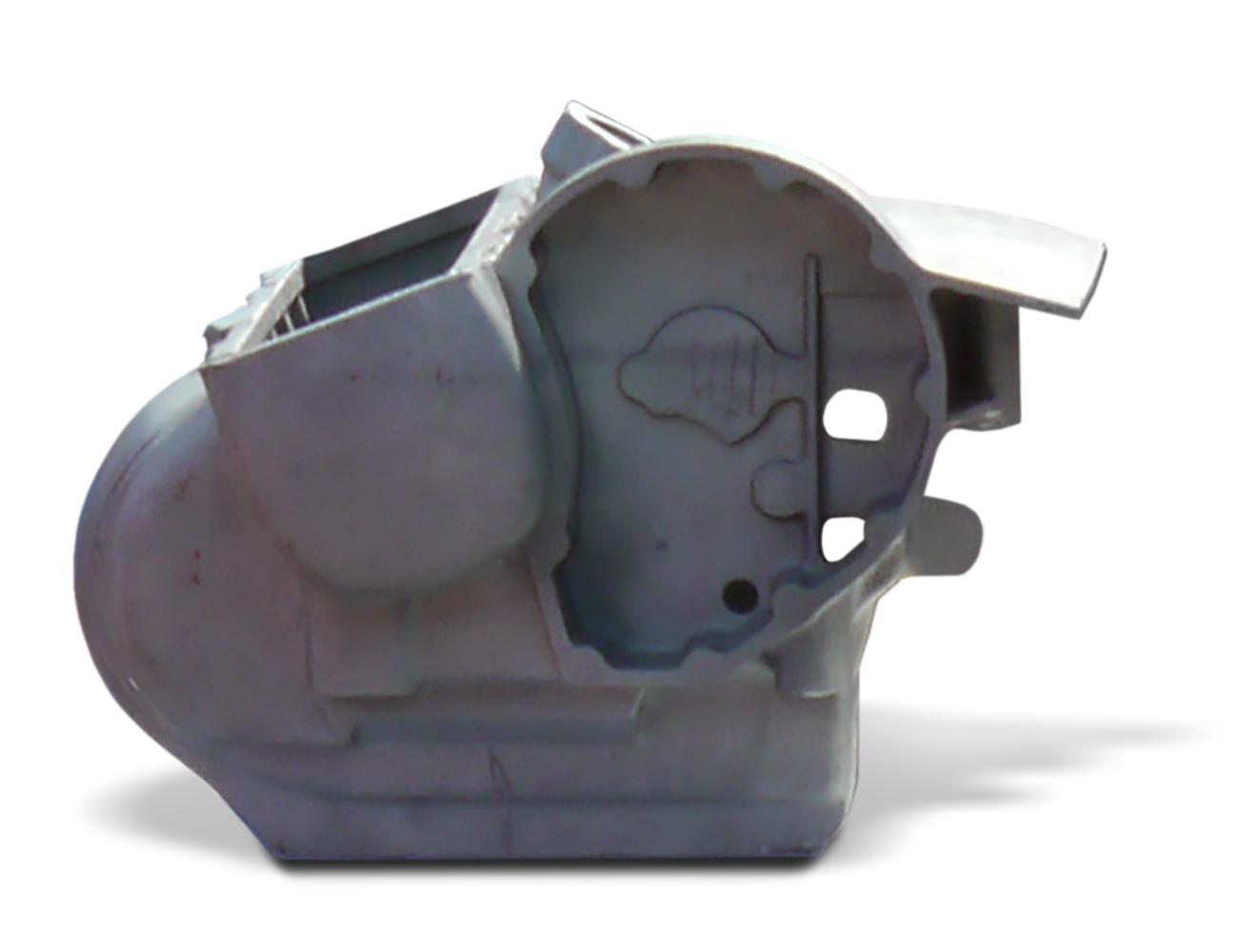
Das einteilig gegossene Motorgehäuse: an der Oberseite die rechteckige Öffnung zur Aufnahme des komplett vormontierten Zylinderbanketts

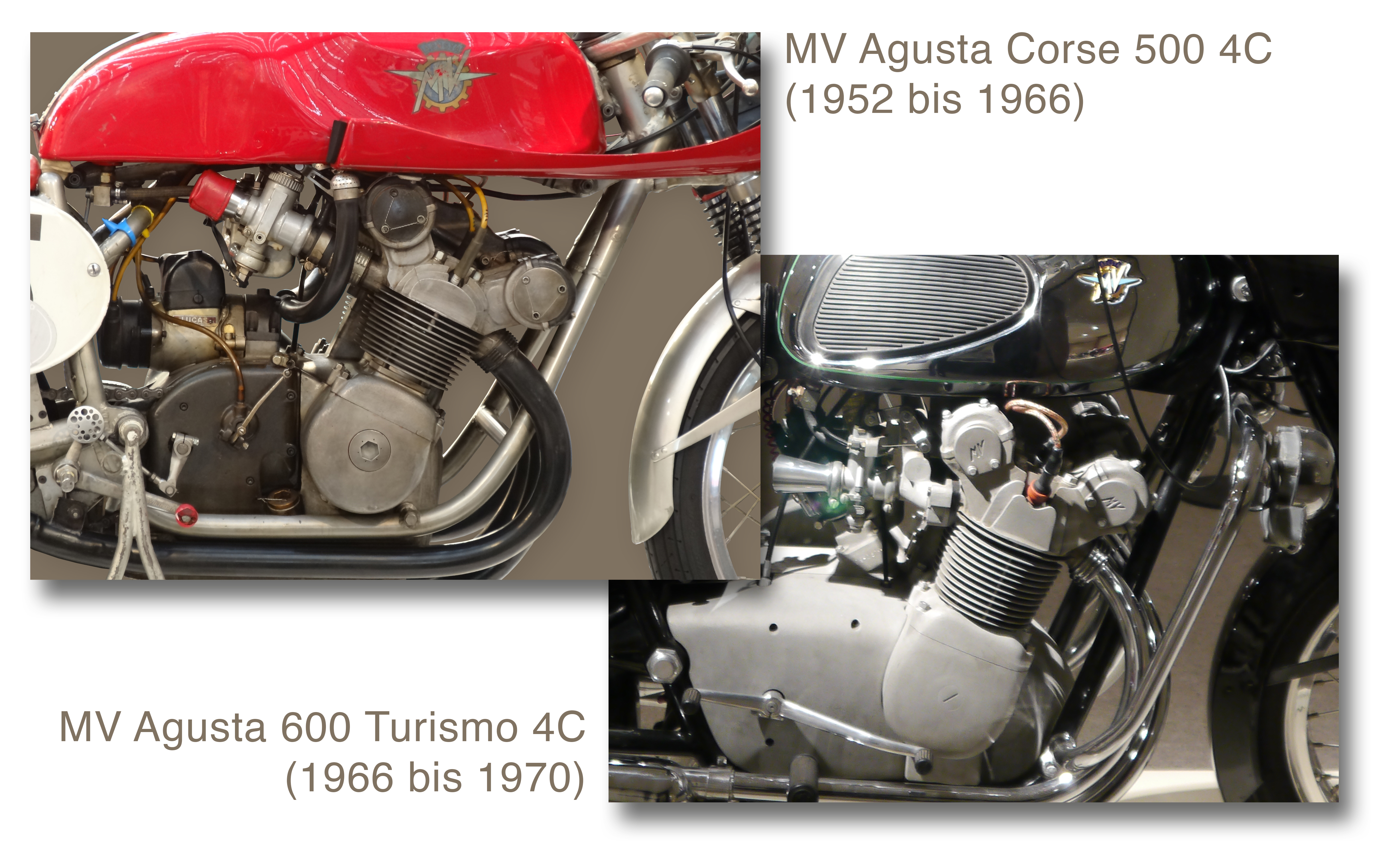
MV Agusta setzte die Erkenntnisse der Rennstrecke direkt bei der Entwicklung der Serienmodelle um

Eine maschinenbauliche Besonderheit sind die MV-Vierzylinder-Motoren der Serienmaschinen aus den 1970er-Jahren. Sie weisen eine Vielzahl von Merkmalen auf, die in jener Zeit nur im Rennsport Verwendung fanden: Das Motorgehäuse ist einteilig gegossen und reicht bis zum Zylinderfuß. Das Kernstück dieser Motoren bildete das sogenannte „Zylinderbankett“, ein Steuer- und Lagerträger, an dem Kurbeltrieb, Zylinder und Zylinderkopf montiert waren. Das Bankett nahm die aus neun Teilen zusammengesetzte Kurbelwelle in sechs Lagerböcken auf, ebenso die Stirnräder im Steuerturm für den Antrieb der Nockenwellen. Nach dem Lösen von zwölf Muttern (Gewinde M 7) konnte das gesamte Bankett mit den darauf montierten Einheiten ohne großen Aufwand aus dem Gehäuse herausgehoben werden. Da die mehrteilig verpresste Kurbelwelle an der Unterseite des Zylinderbanketts montiert wird, sind die äußeren Lagerschalen der Hauptlager mit Bruchpassung geteilt. Das Getriebe ist ein Kassettengetriebe, das komplett mit Schaltautomat von der rechten Motorseite abgenommen werden kann. Alle Aluminiumteile sind im Sandgussverfahren hergestellt.
Der gesamte Motor ist bis auf die Pleuelkopflager kugel-, nadel- oder rollengelagert. Die beiden obenliegenden Nockenwellen werden über eine Zahnradkaskade, die zwischen dem zweiten und dritten Zylinder liegt, angetrieben. Die Ventile sind über Tassenstößel direkt betätigt. Der Motor hat eine sehr große, verrippte Ölwanne und läuft dank seiner voll wälzgelagerten Konstruktion mit niedrigem Öldruck. Die luftgekühlten Zylinder sind einzeln stehend und werden durch lange Bolzen zwischen Kurbelwelle und einteiligem Zylinderkopf festgezogen. Charakteristisch ist die feine Verrippung und der überdimensionale Zylinderkopf, hervorgerufen durch den großen Ventilwinkel von fast 90°. Die Motorleistung wird über eine Kardanwelle an das Hinterrad übertragen. Die Konstruktion geht auf Dr. Ing. Piero Remor zurück, der bei Gilera den 500-cm³-Grand-Prix-Motor entwickelte und dann zu MV wechselte. Die Urversion dieses Motors hatte 600 cm³ Hubraum. Die populärste Variante hatte 743 cm³ Hubraum, leistete 69 PS bei 8500/min und erreichte ein max. Drehmoment von 59 Nm bei 7500/min.
Die modernen Motorräder von MV Agusta haben als stilbildende Elemente einen Gitterrohrrahmen aus 25CrMo4-Stahl und eine Einarmschwinge aus Aluminium gemeinsam. Ebenso werden alle von einem Reihenvierzylinder-Motor mit radial angeordneten Ventilen angetrieben. Seit 2012 ist ebenfalls ein Dreizylinder-Viertakt-Reihenmotor mit 675 cm³ mit der Besonderheit einer rückwärts drehenden Kurbelwelle erhältlich. Dieser Motor wurde ursprünglich als 800-cm³-Motor entwickelt und wird seit 2013 in beiden Ausführungen eingebaut.

## Modelle vor 1980

### Motorroller
- A (125 cm³, 1949) → B (125 cm³, 1949)
- C SL (125 cm³, 1950–1951)
- C GT (125 cm³, 1950–1952)
- D SL (125 cm³, 1952)
- C GT (150 cm³, 1952)
- Ovunque (125 cm³, 1952–1954)
- Chicco (155 cm³, 1960–1964)

### Straßenmotorräder

#### Einzylinder
- „Vespa“ 98 (1945–1947)
- 250 (1947–1950)
- 125 (1948–1949)
- MV Agusta 125 TEL (1949–1954) → 125 Turismo / → 125 Sport
- MV Agusta 150 Due Tempi (1952–1953)
- Checca (83 cm³, 1958–1960 → 99 cm³, 1960–1969; 124 cm³, 1962–1964)
- 125 Turismo Rapido (1954–1958)
- 175 CSS (1954–1958) → 175 CST / 175 CSTL / 175 CS / 175 CS 57 / 175 CSGT / 175 CST / 235 Tevere
- 125 GT/GTL/GTL-S (1959–1973)
- 150 Quattro Tempi (1959–1970) → 150 Gran Turismo / → 150 Rapido Sport /  → 150 Rapido Sport America / → 150 Rapido Sport-Super /
- 125 Centomila (1959–1963)
- 50 Liberty (1962–1969)
- 125 Pullman (1953–1956) → MV Agusta 125 Superpullman (1956–1957)
- 125 Regolarità (1965–1970)
- 125 Sport (1975–1977)

#### Zweizylinder

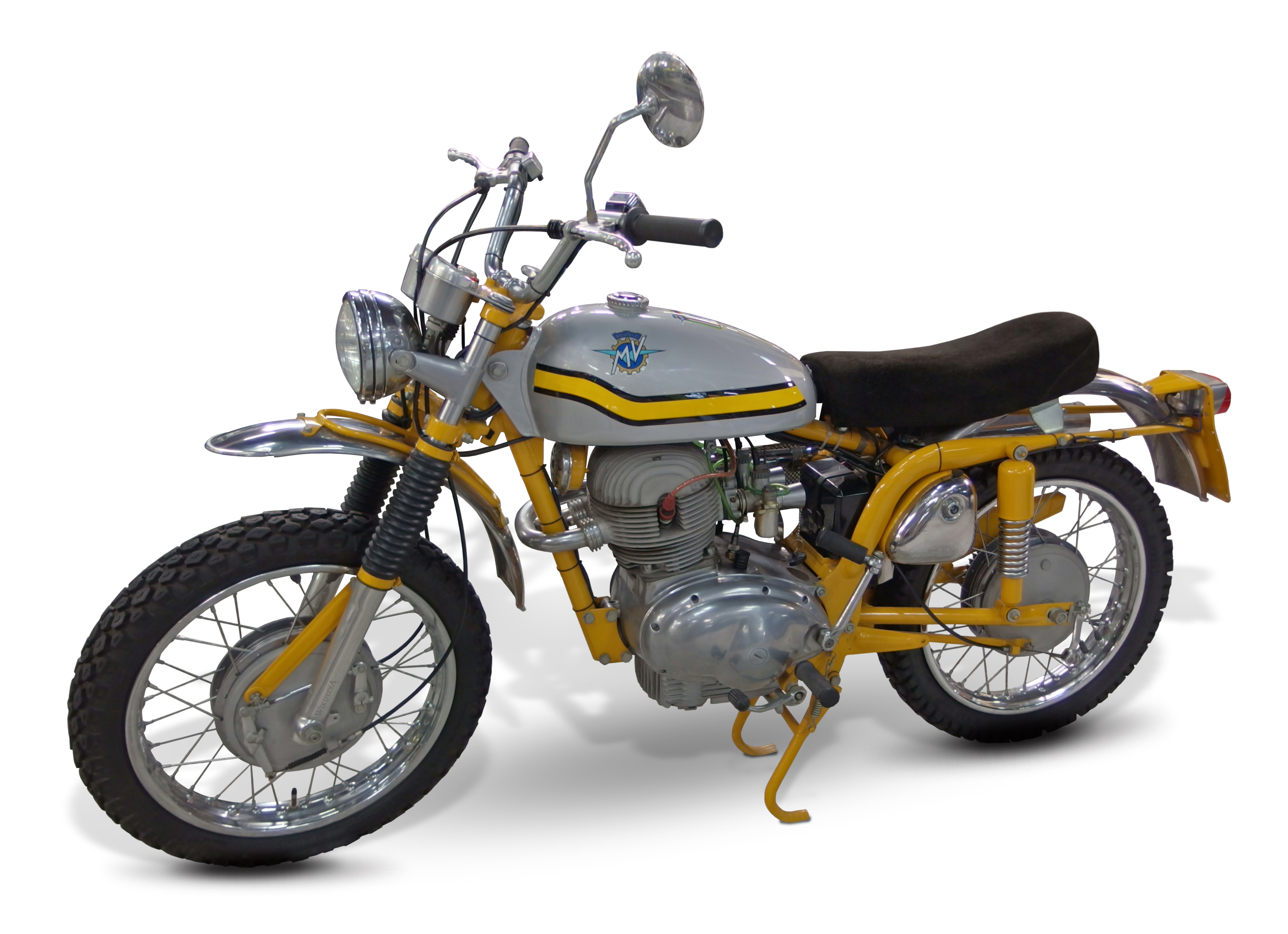
MV Agusta 350 Scrambler (1972)

- 125 Bicilindrica (Prototyp von 1947)
- 250 Bicilindrica Turismo (1968–1971)
- MV Agusta 250 Bicilindrica,  250 Bicilindrica Scrambler (1969–1970)
- 350 Sport (1970–1971)
- 350 Gran Turismo (1972–1974)
- 350 Scrambler (1972–1974)
- 350 Sport Elettronica (1972–1974)
- 350 GT Ipotesi (1976–1977)

#### Vierzylinder
- MV Agusta 500 4C R19 (Prototyp von 1950)
- MV Agusta 600 (1966–1971) → 600 4C → 600 Turismo
- 750 GT
- 750 SS
- 750 S (1970–1975)
- 750 Sport America (1975–1977)
- 800 SS Super America
- 800 SS Super Daytona America
- 850 SS Monza
- 900 S Arturo Magni Cento Valli
- 1000 S Corona
- 1100 Grand Prix
- 1000 Agostini

### Wettbewerbsmotorräder

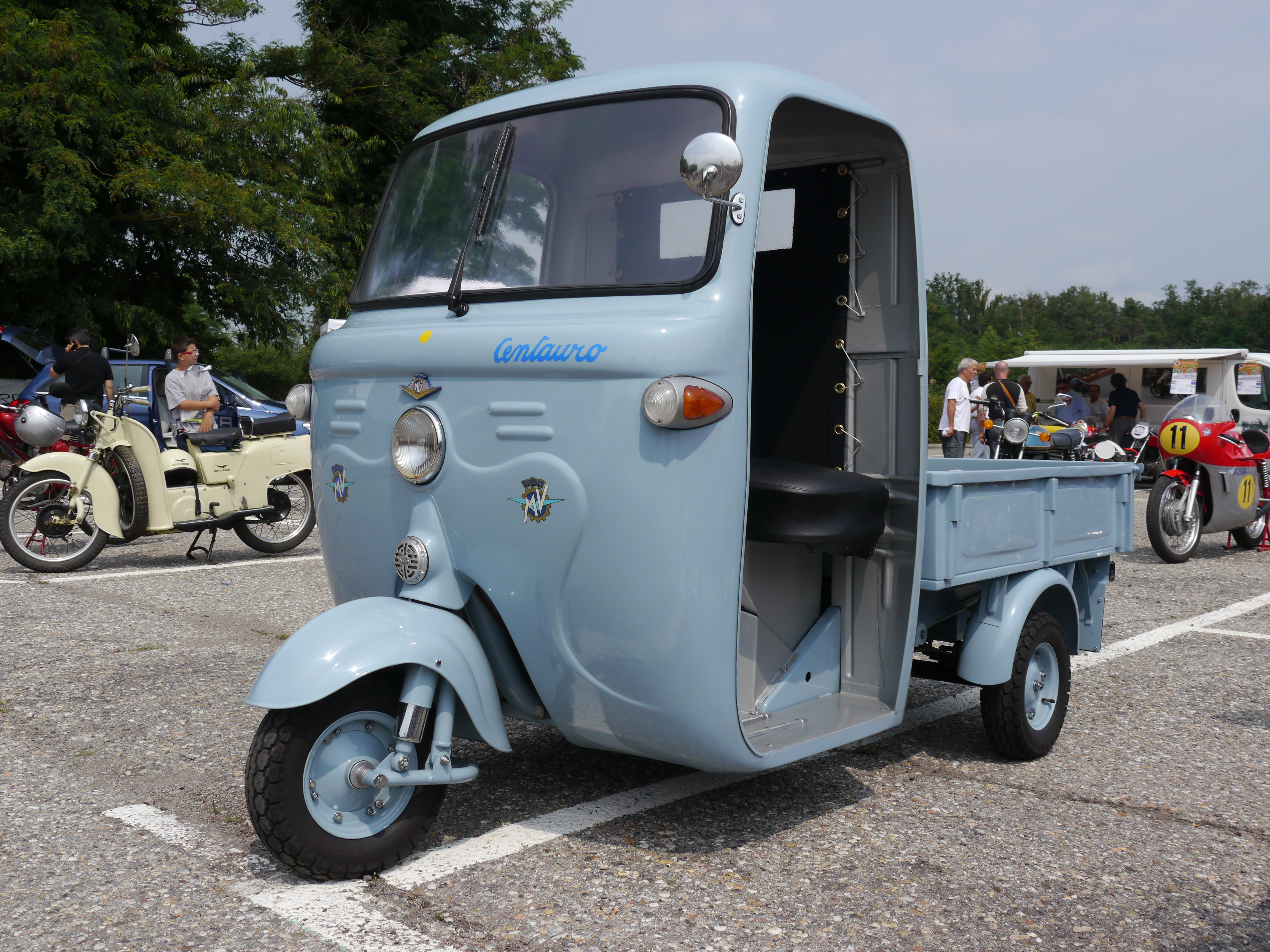
MV Agusta Motocarro 150 “Centauro RF”

- MV Agusta Corse 98 Sport (1946–1949)
- MV Agusta Corse 125 Tre Marche (1948–1949)
- MV Agusta 500 4C Competizione R19 (1950–1952)
- MV Agusta Corse 500 Quattro Cardano (1950–1953)
- MV Agusta Corse 500 Quattro Catena (1952–1966)
- MV Agusta 125 Bialbero (1950–1960)
- MV Agusta 125 Motore Lungo (1951–1953)
- MV Agusta 125 Sport Competizione (Monoalbero) (1953–1958)
- MV Agusta Corse 175 (1954–1960)
- MV Agusta Corse 250 Monocilindrica  (1955–1959)
- MV Agusta 250 Bicilindrica (1959–1966)
- MV Agusta 350 Dreizylinder (1965–1973)
- MV Agusta 500 Dreizylinder (1966–1973)
- MV Agusta Corse Sechszylinder (1957–1971)
- MV Agusta 500 Vierzylinder (1973–1976)

Eine Auswahl an Motorrädern, die von dem ursprüngliche Werksteam von MV Agusta eingesetzt wurden.

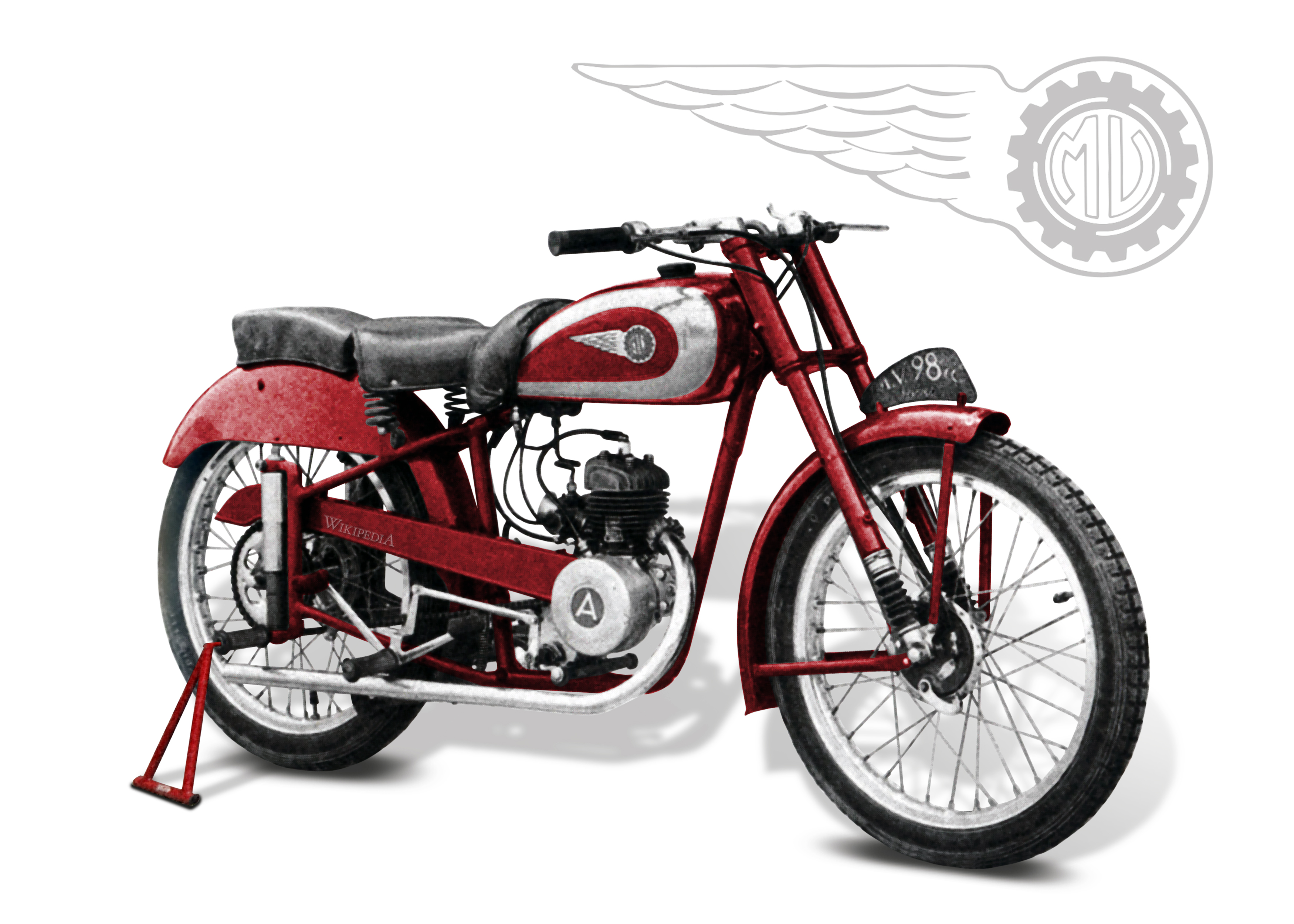
98 „Sport“ (1946–1949)
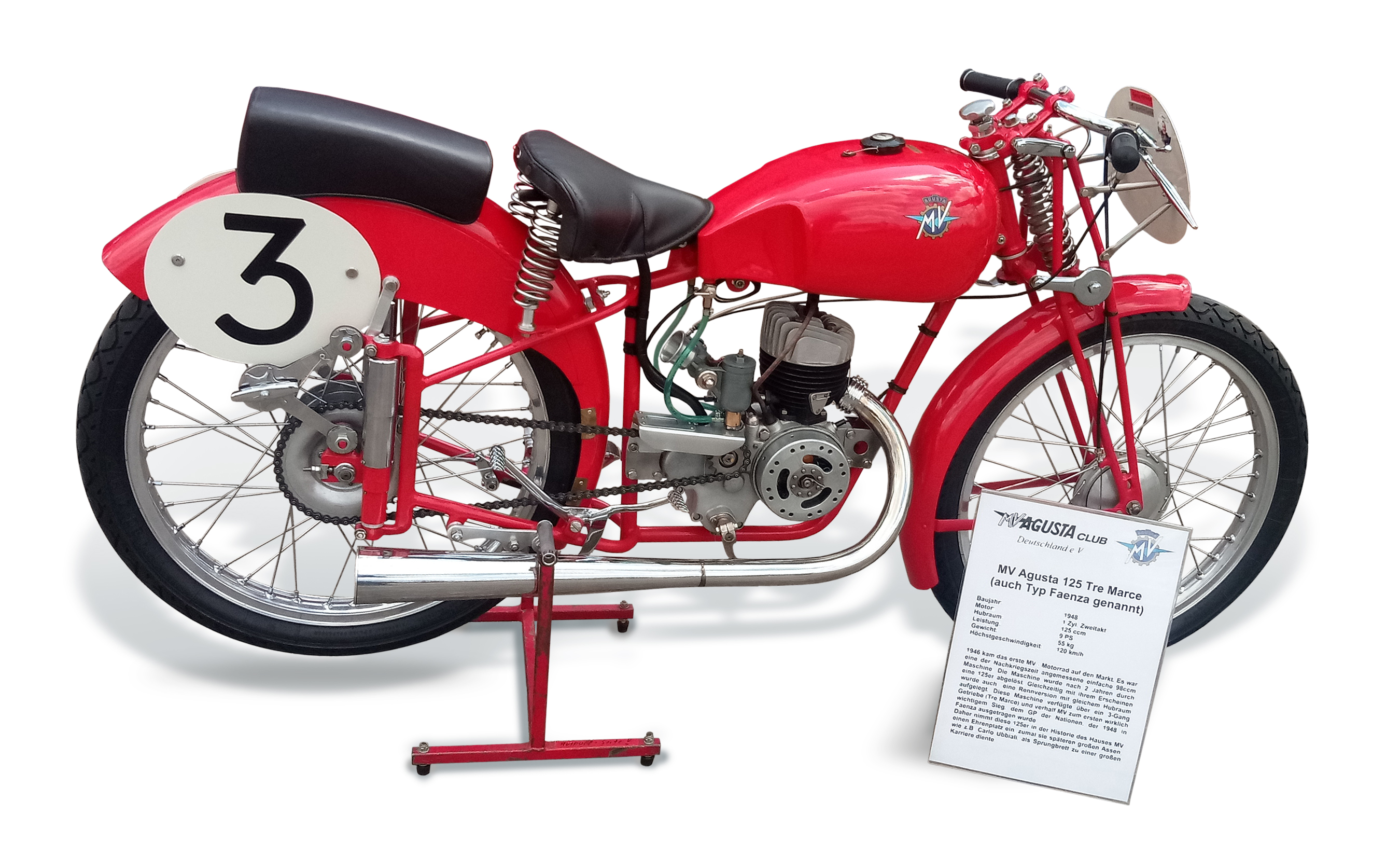
125 „Tre Marce“ (1948–1949)
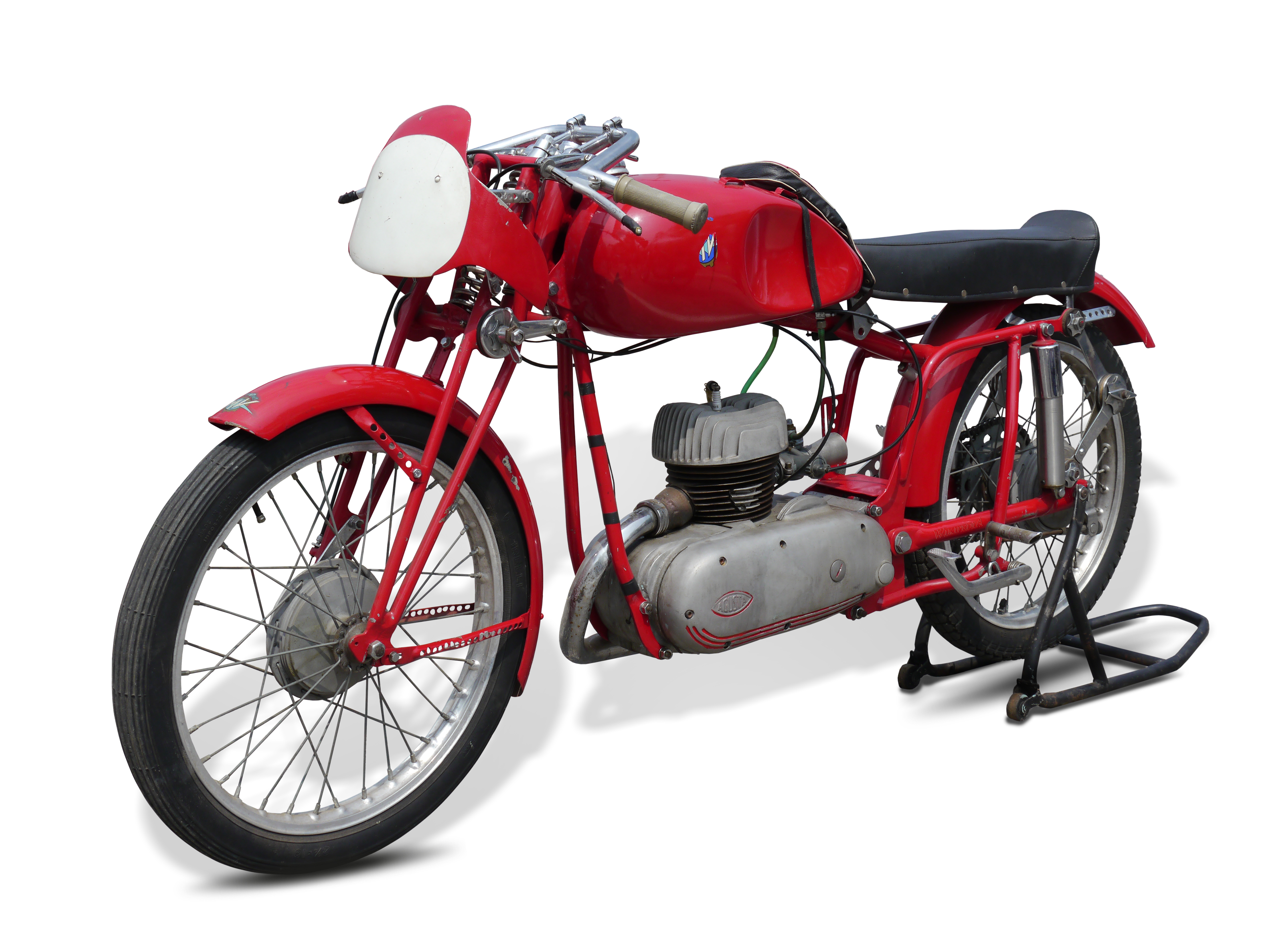
125 „Motore Lungo“ (1950–1953)
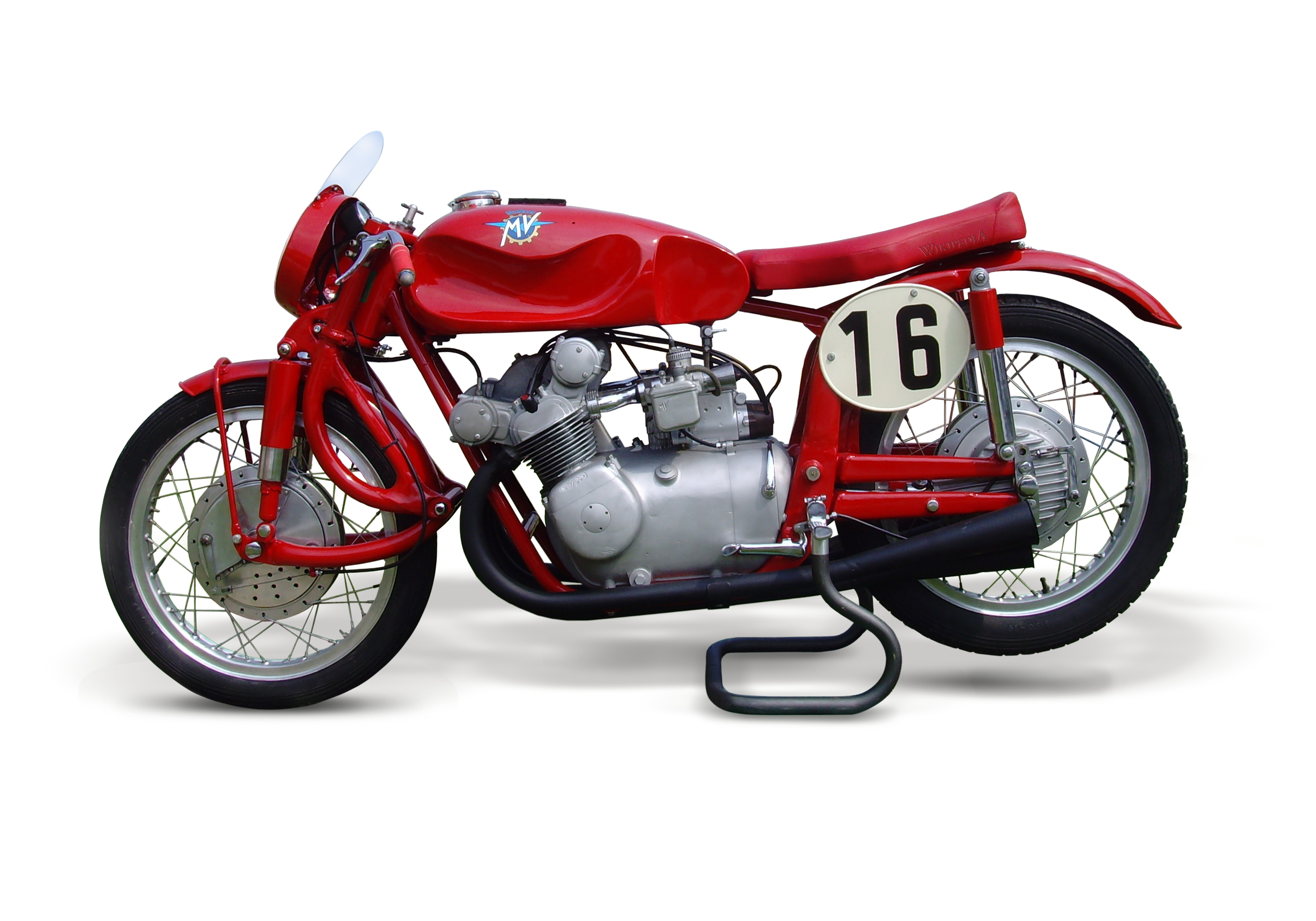
500 „Quattro Cardano“ (1950–1953)
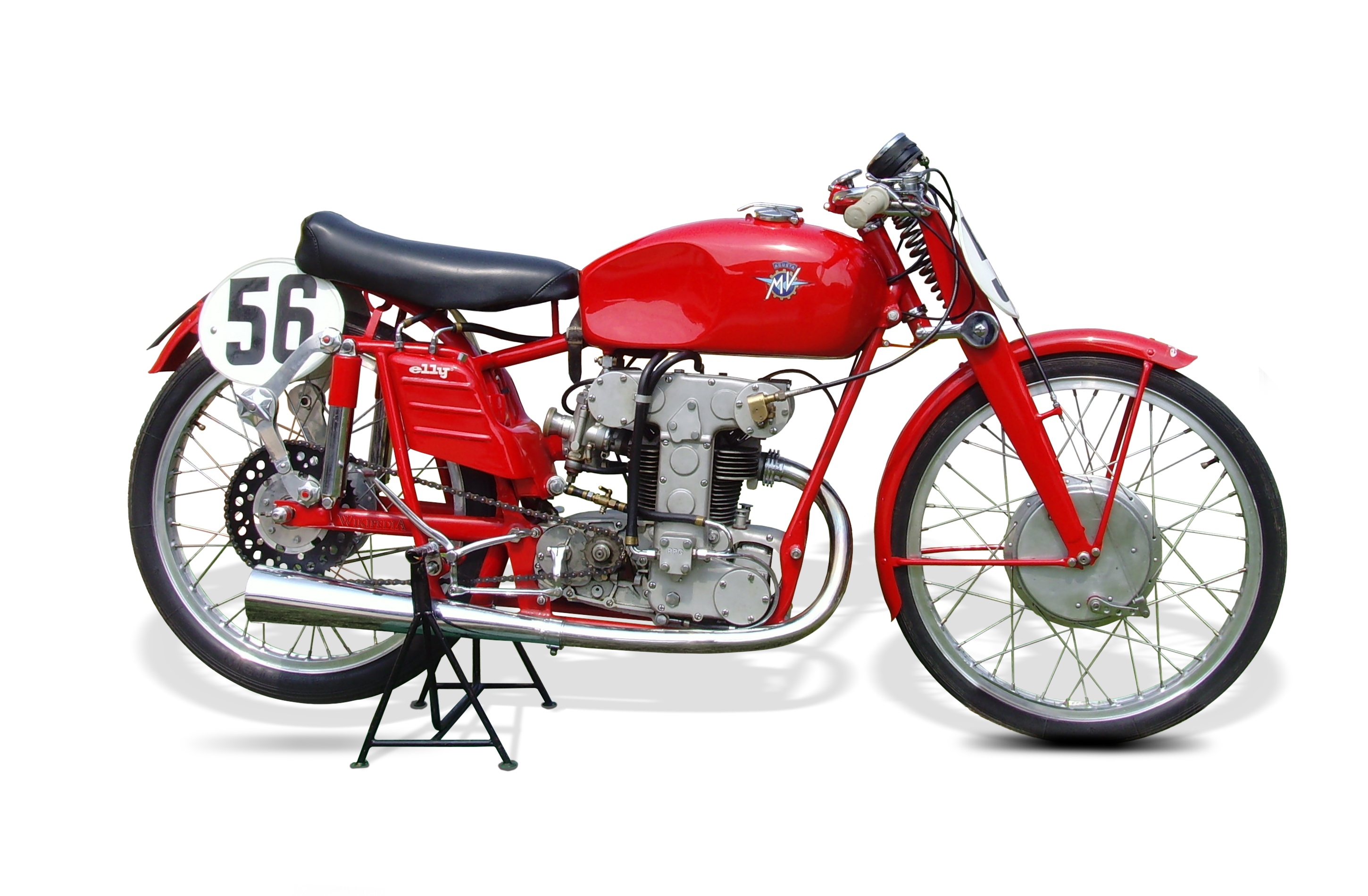
125 „Bialbero“ (1950–1960)
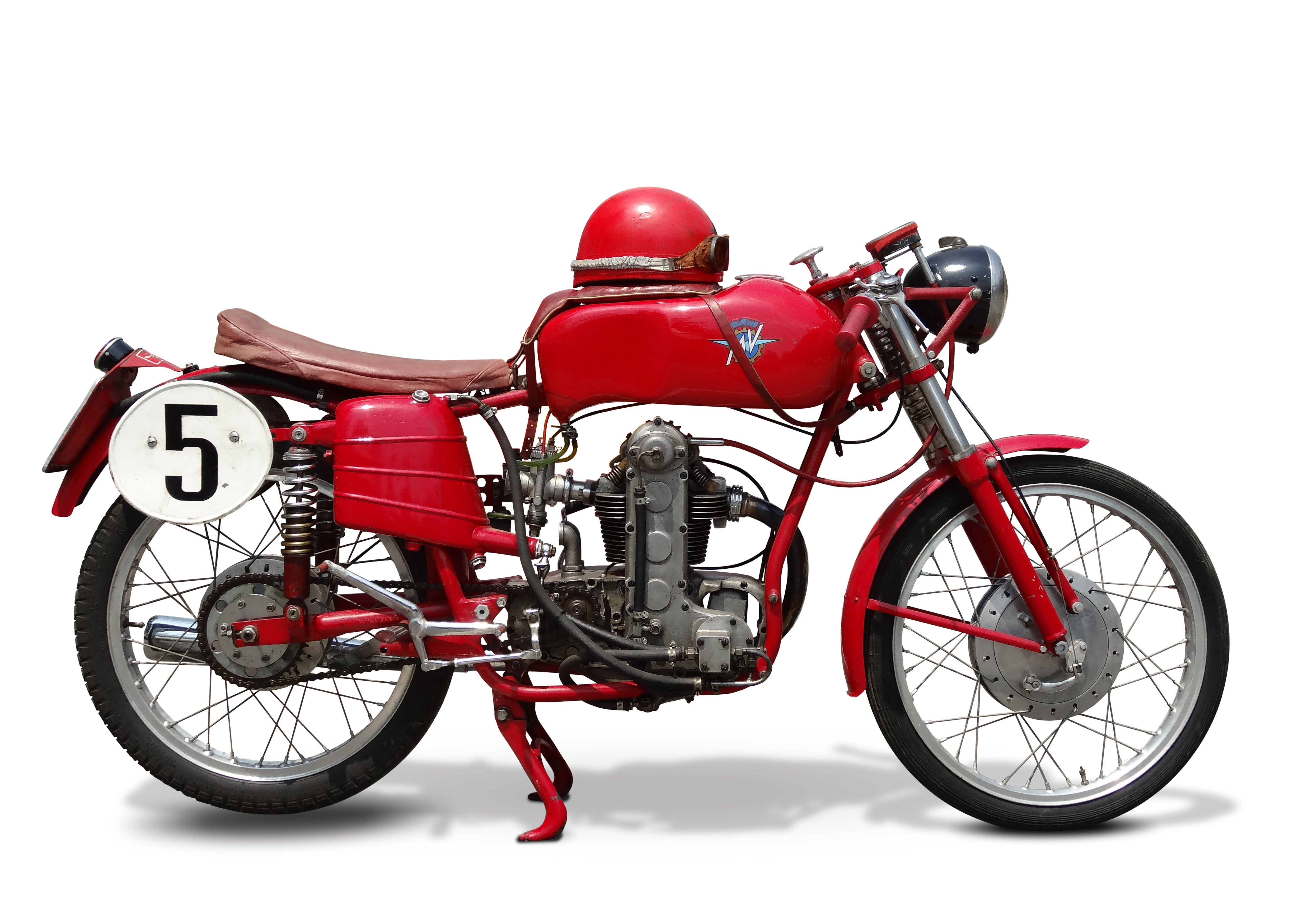
125 „Monoalbero“ (1953–1958)
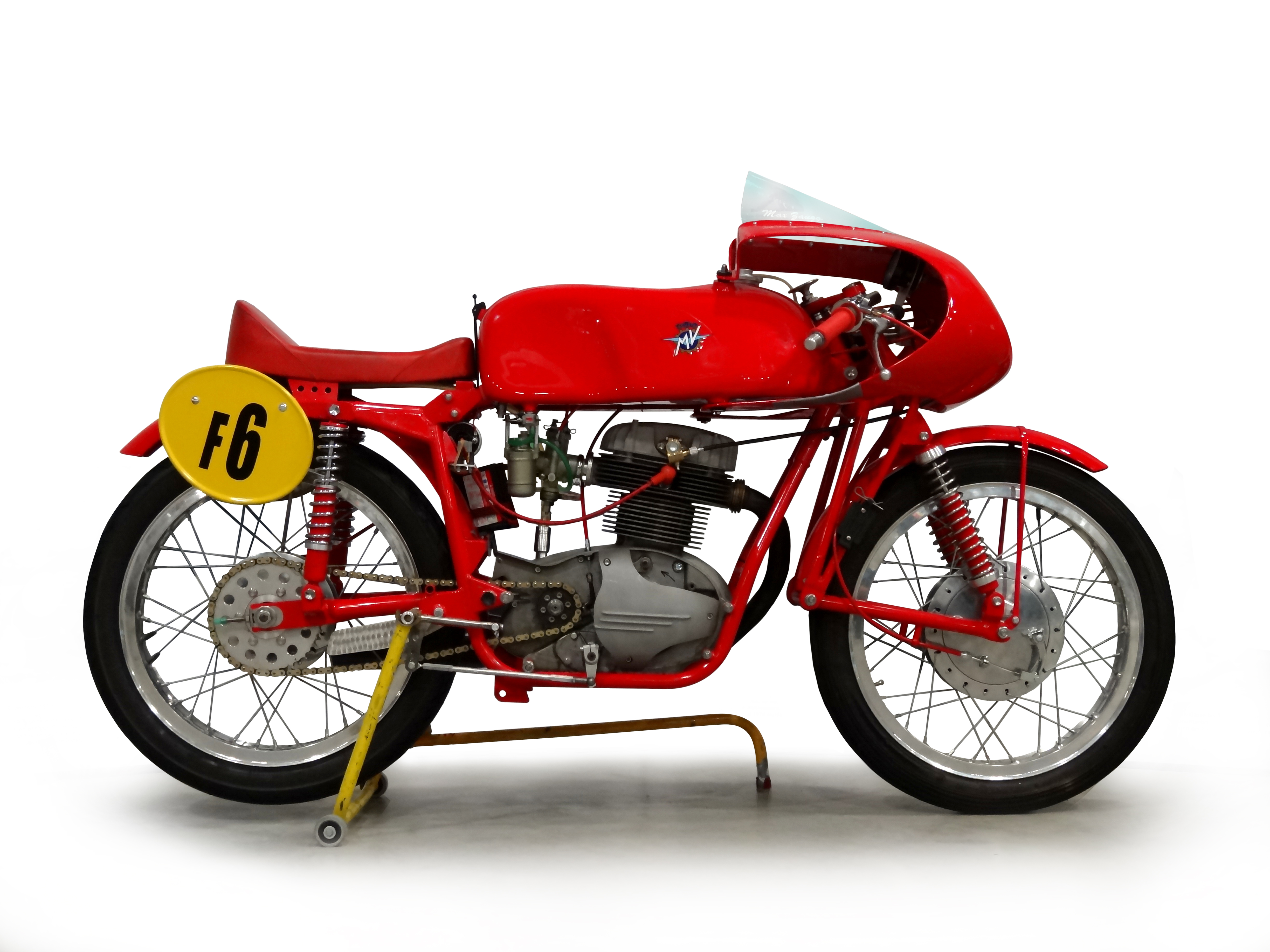
175CC Squalo “CSS-5V” (1954–1960)
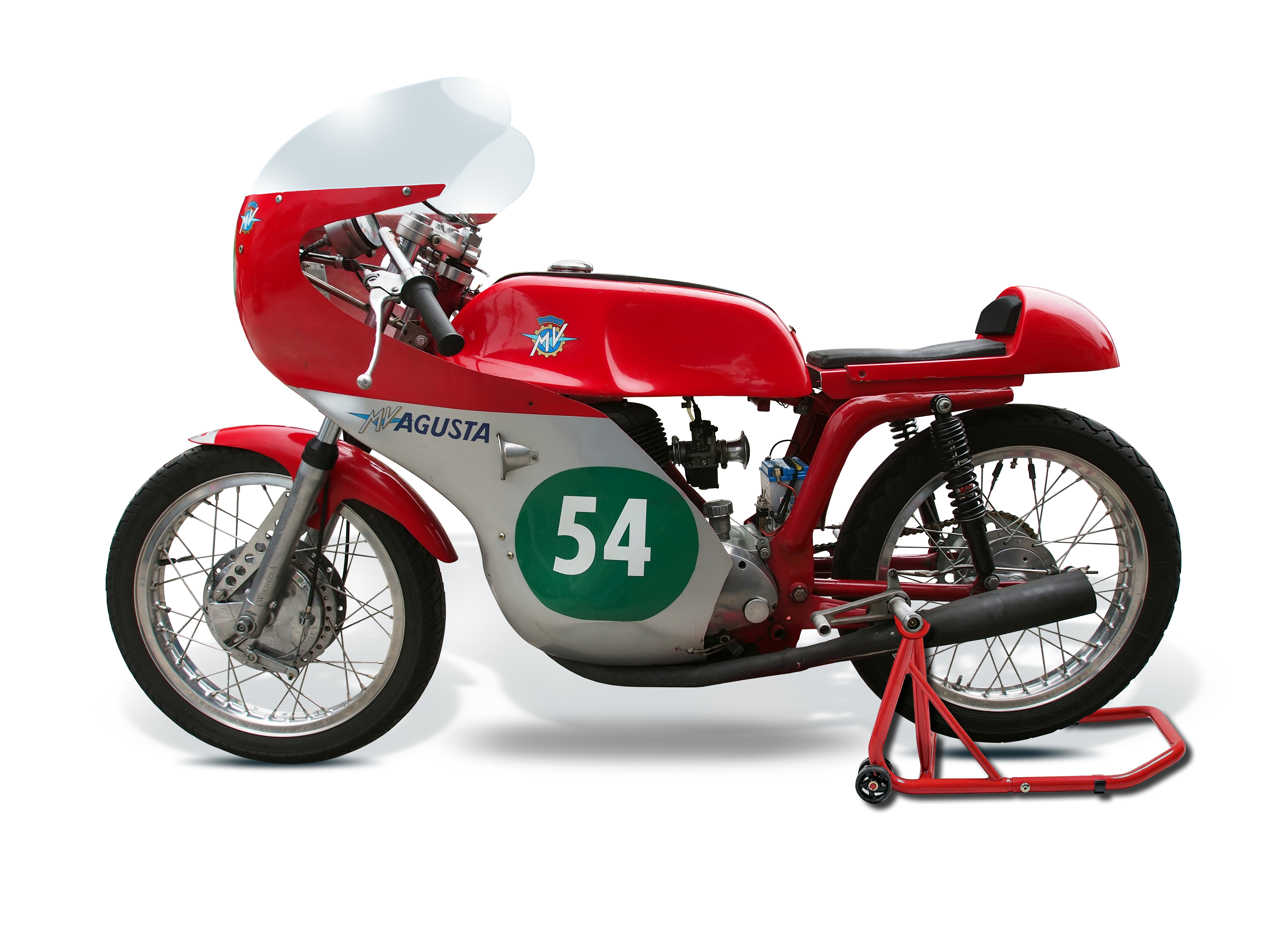
250cc „Monocilindrica“ (1955–1959)
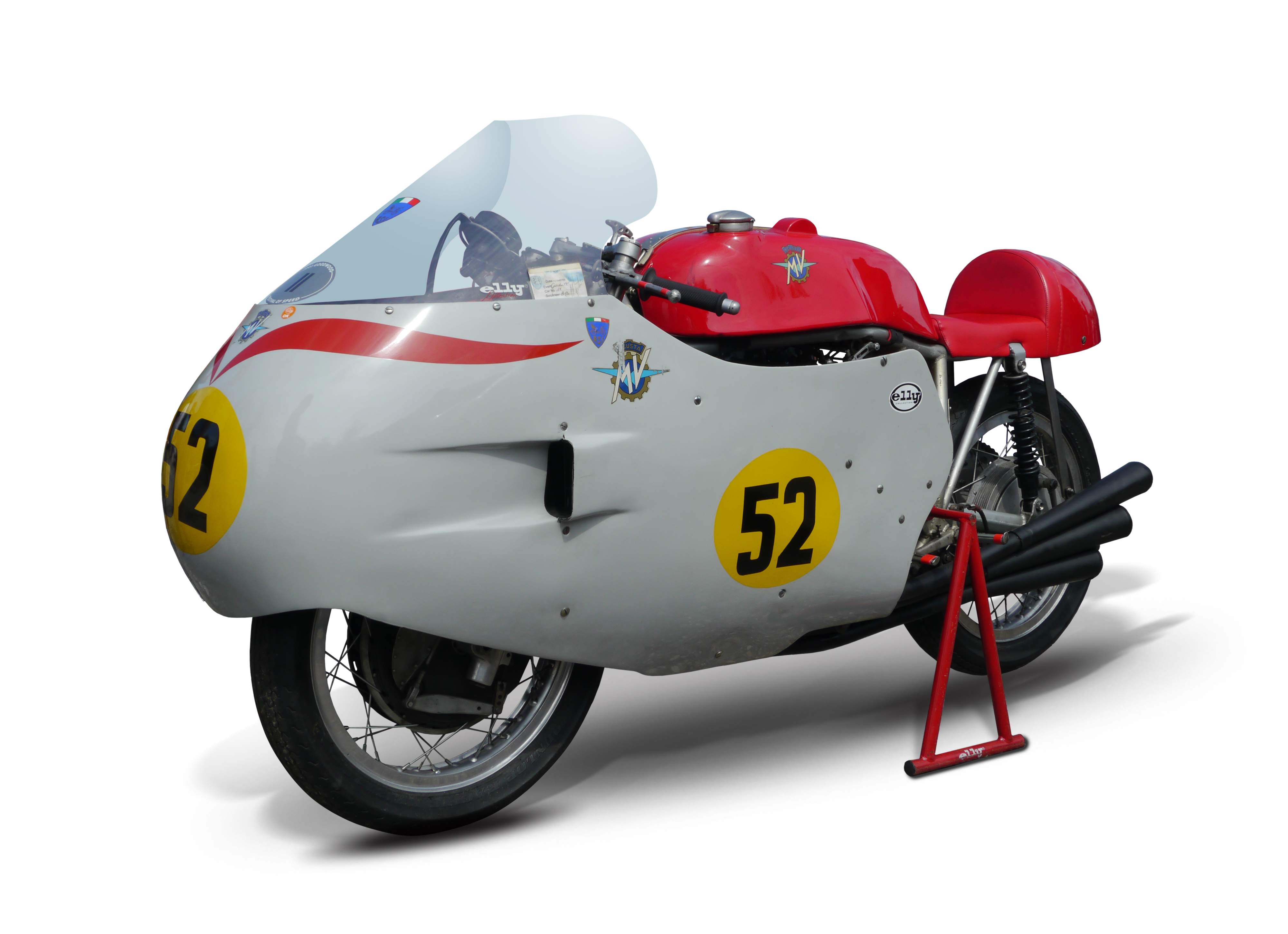
500cc „Sei“ (1958)
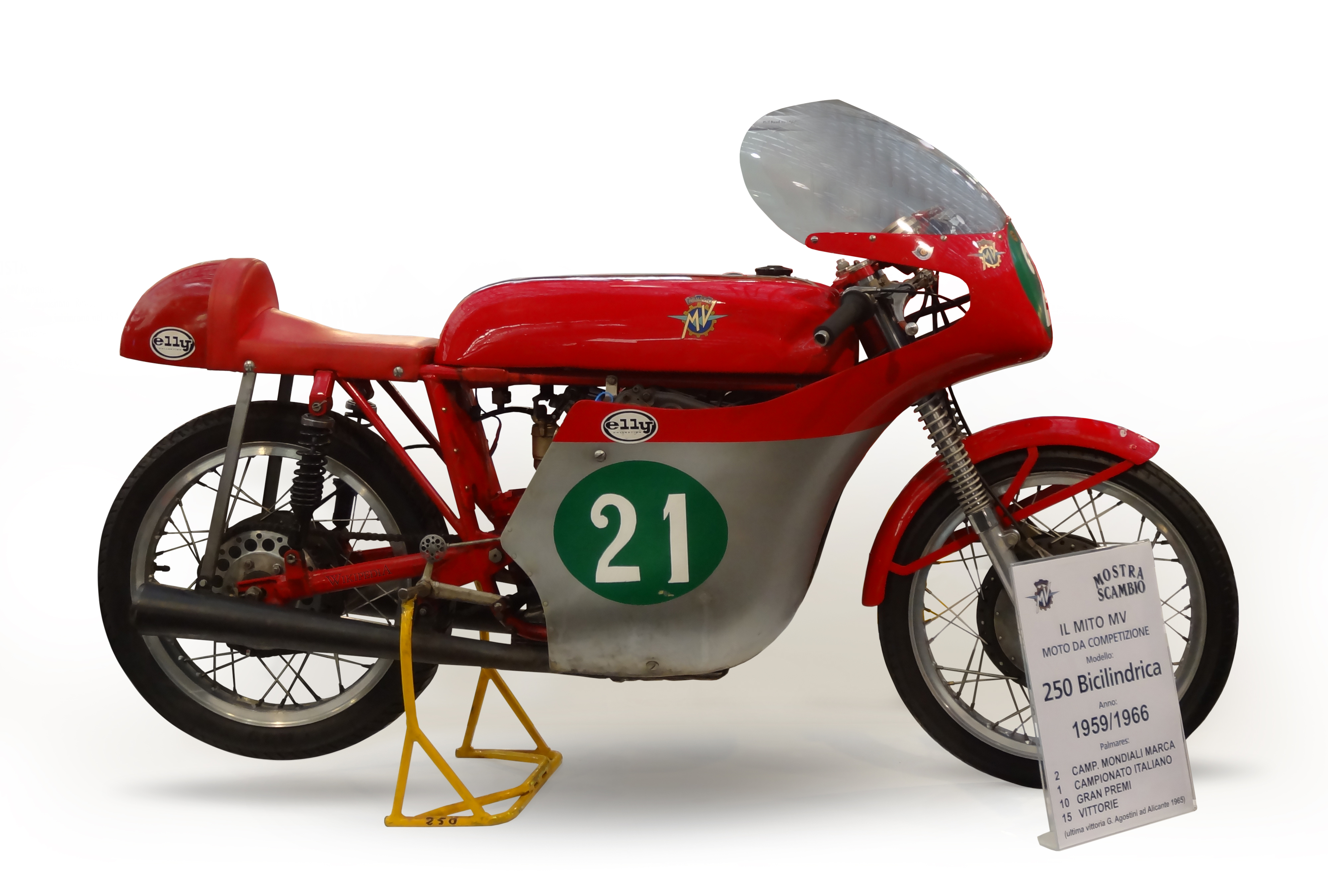
250cc „Bicilindrica“ (1959–1966)
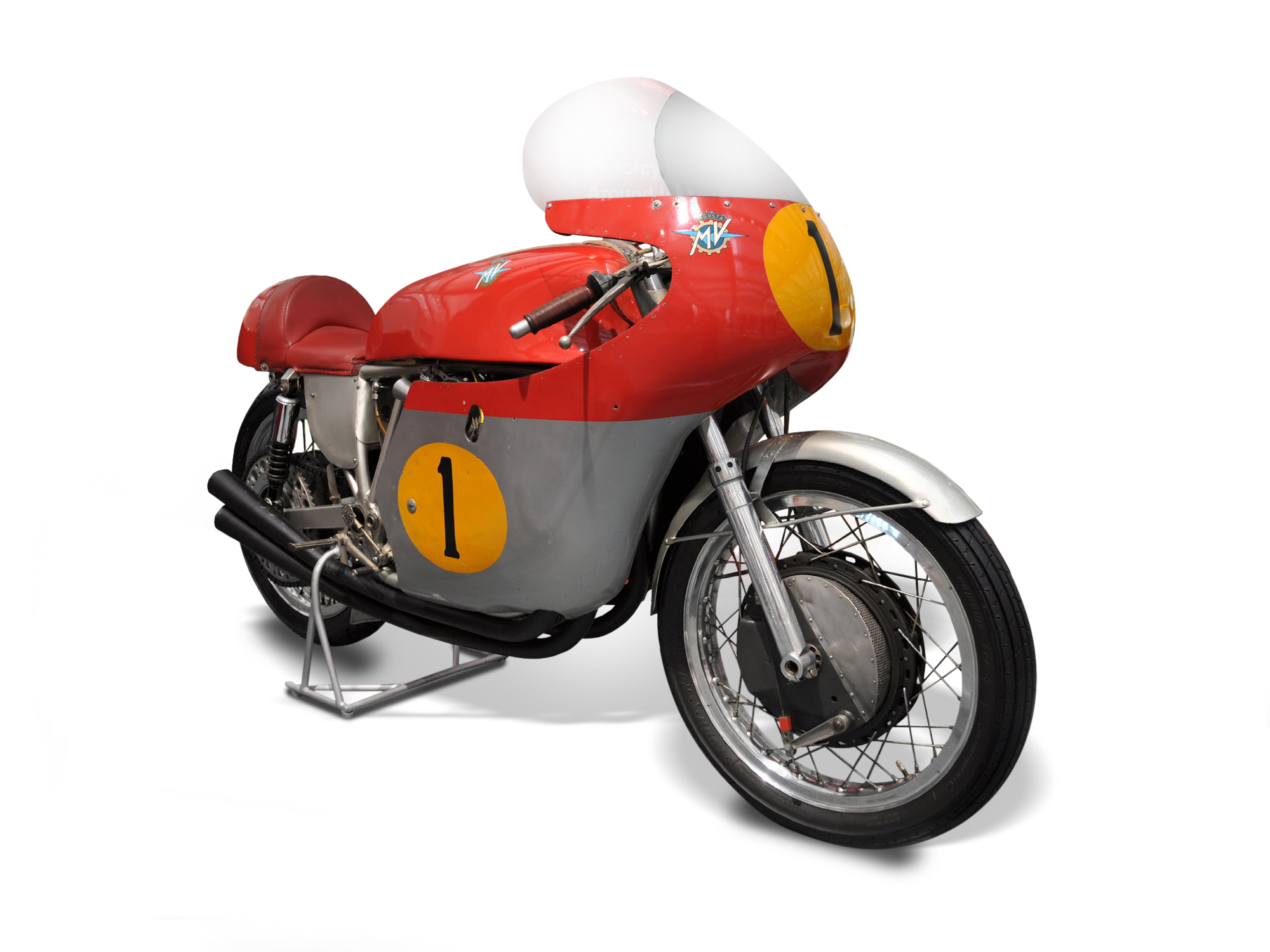
500 „Quattro Catena“ M. Hailwood (1965)
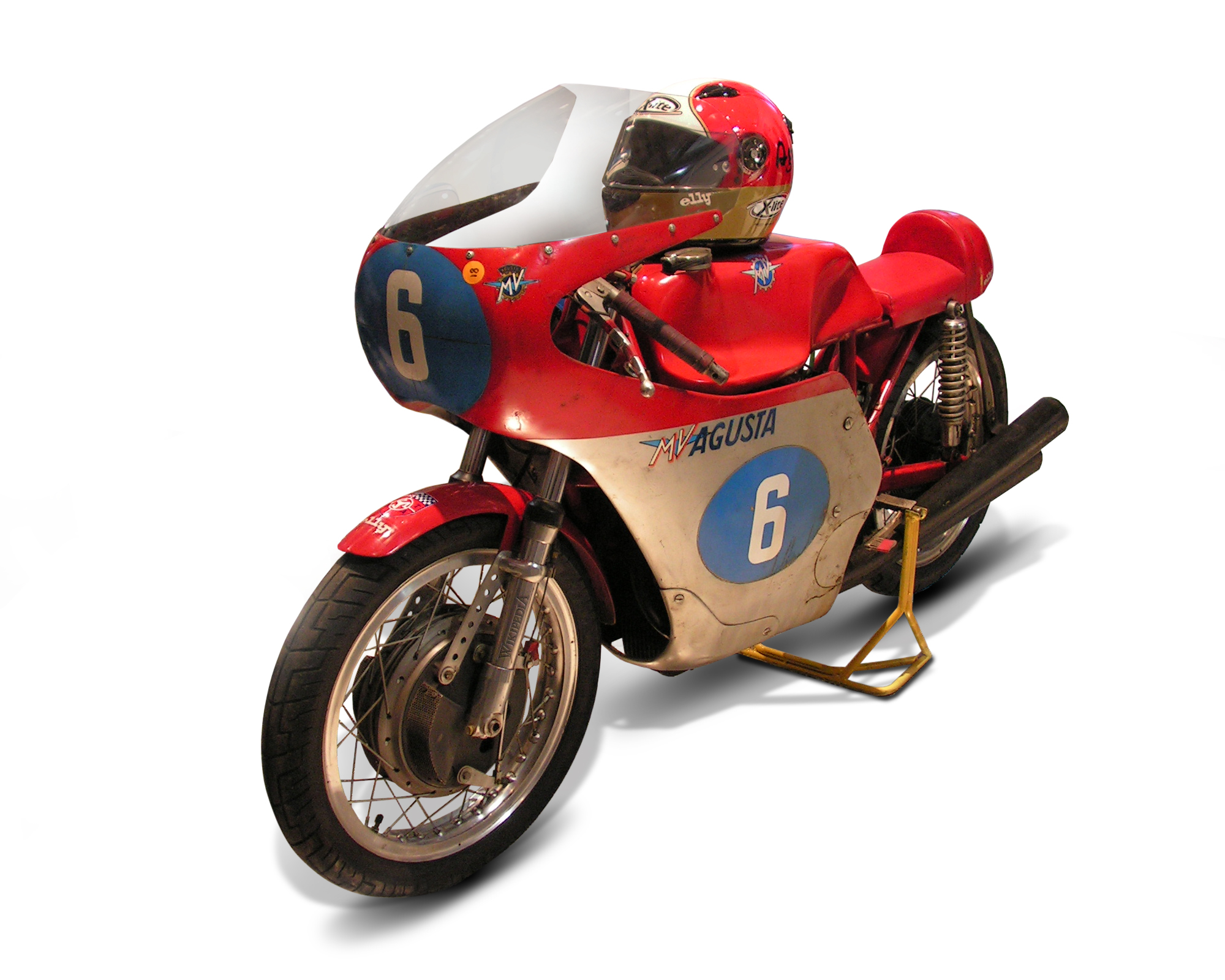
350 „tre“ (1965–1973)
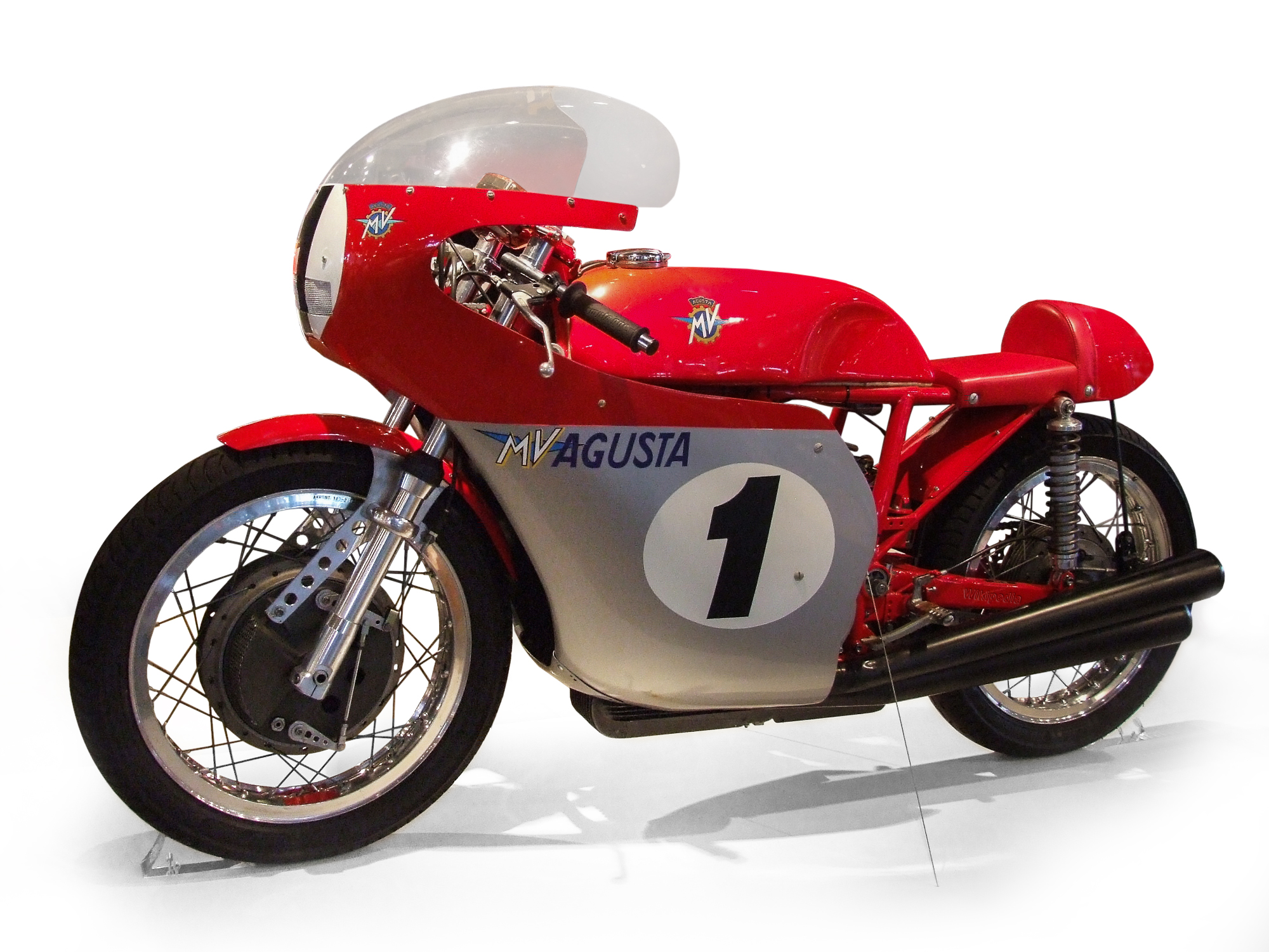
500 „tre“ (1965–1973)
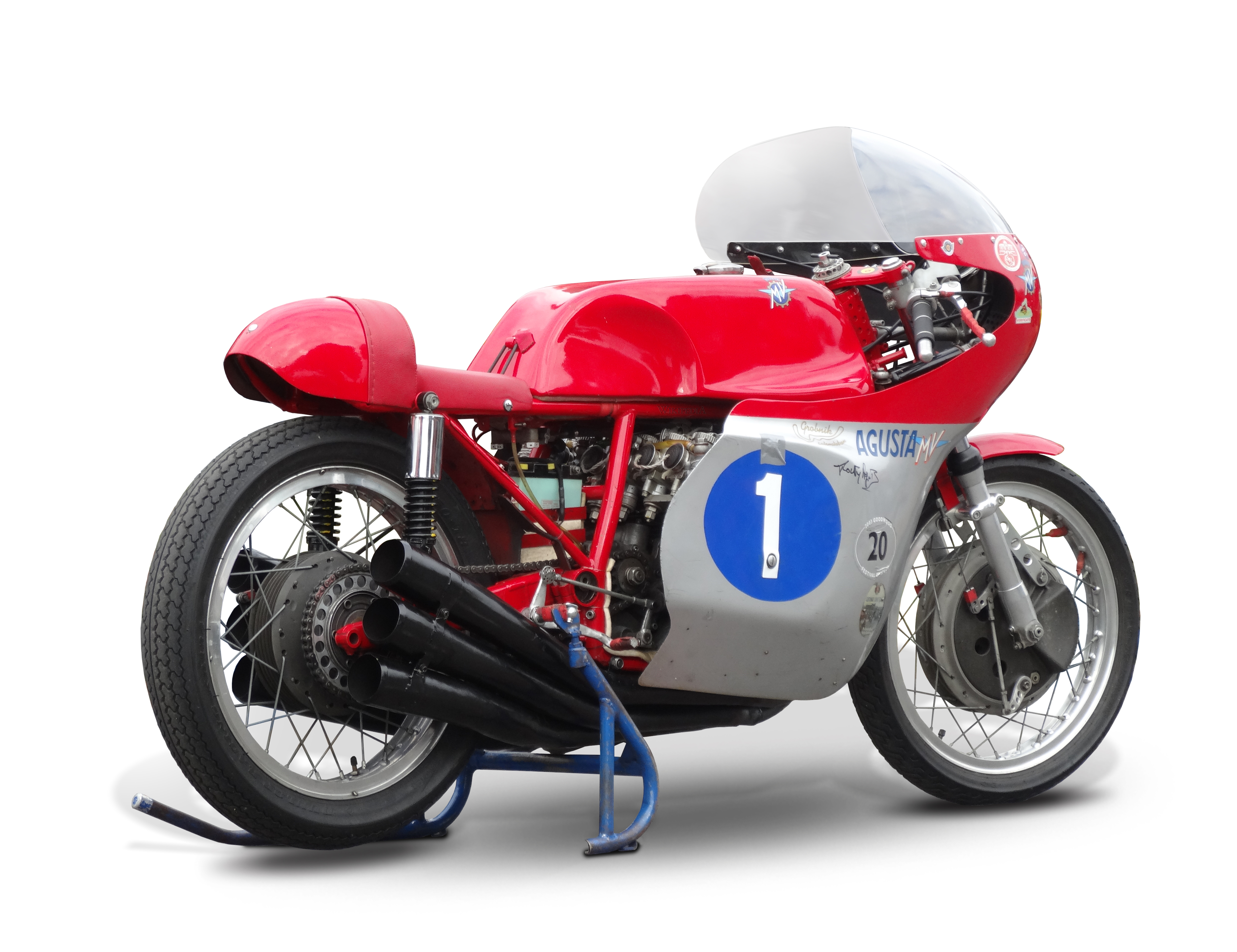
350 „sei“ (1968–1971)
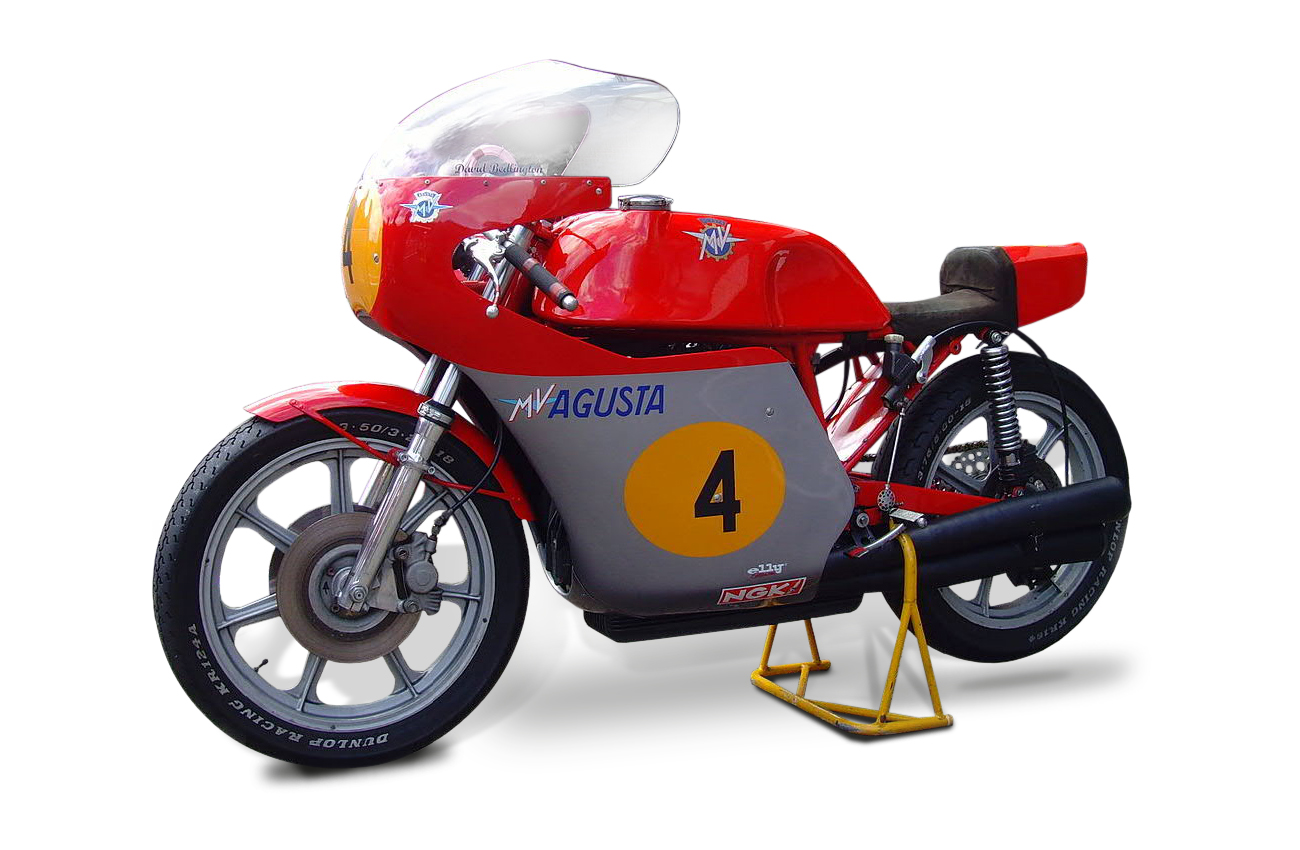
500 „quattro“ (1973–1976)

### Automobile
- MV Agusta Motocarro (1947–1968) → Motocarro 98 / → Motocarro 175 /  → 150 „Centauro RF“ / → 150 „Centauro RFB“ / → 235 „Trasporto Tevere“
- 350 Vetturetta (1954)
- Autocarro 1100 D2 (1957–1964)

## Modelle seit 1998

### Supersportler (F-Serie)

#### F4-Serie mit 750 cm³
- F4 750 S/F4 750 S 1+1 (2000–2004)

Limitierte Sondermodelle:

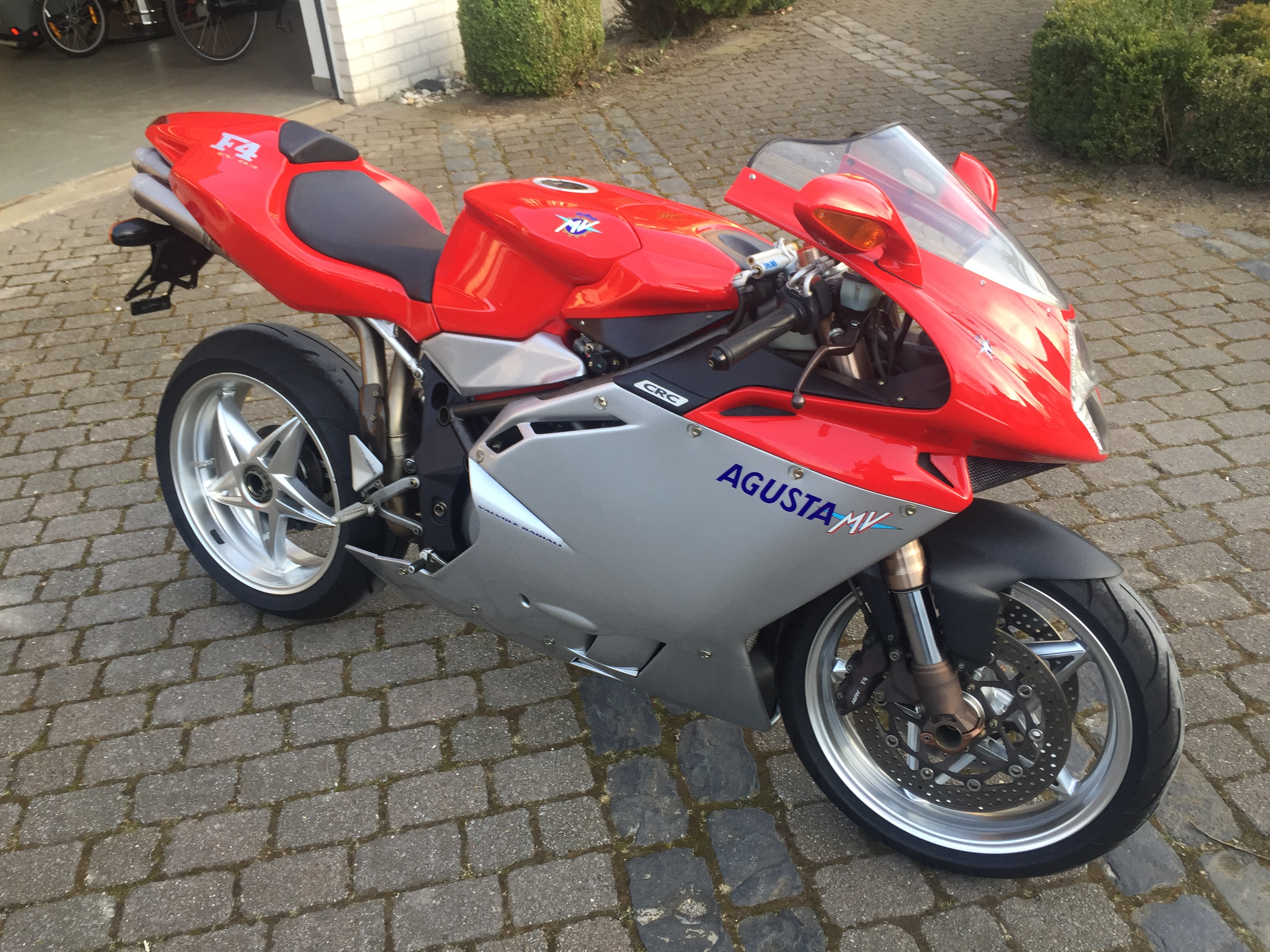
MV Agusta F4 750 S / F4 750 S 1+1

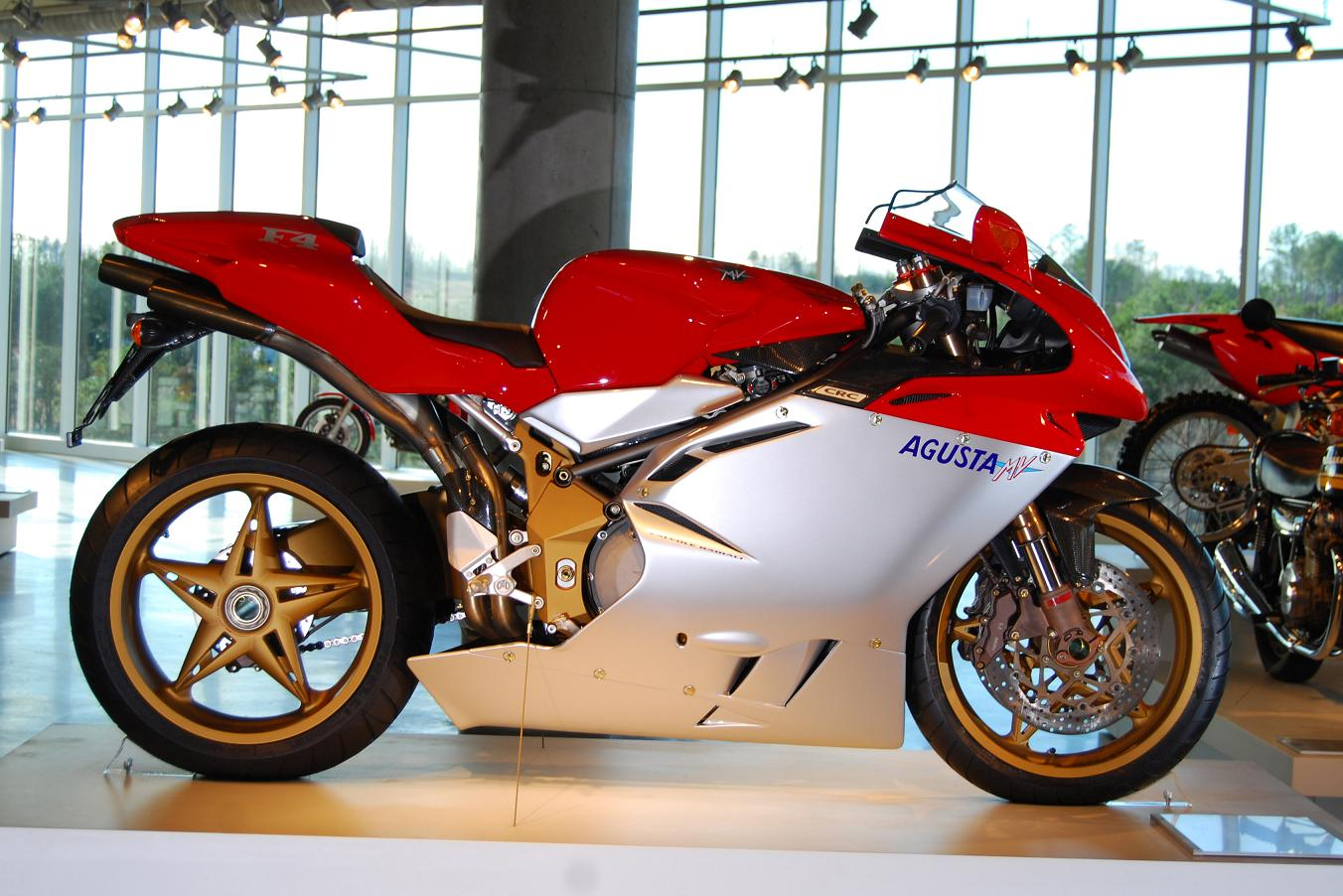
MV Agusta F4 750 Serie Oro von 1998

- F4 750 Serie Oro (1998–1999, 300 Exemplare)
- F4 750 Senna (2003, 300 Exemplare)
- F4 750 SR (2004, 300 Exemplare)
- F4 750 SR America (2003, 80 Exemplare)
- F4 750 SPR (2004, 300 Exemplare)
- F4 750 SP-01 Viper kit (2004, 50 Bausätze 750/1000)

#### F4-Serie mit 1000 cm³ (1. Version)
- F4 1000 S (2005–2006)
- F4 1000 R (2006–2007)
- F4 1000 R 312 (2007–2008)
- F4 1078 RR 312 (2008–2009)

Limitierte Sondermodelle ab Werk:
- F4 Ago (2005, 300 Exemplare)
- F4 1000 SP-01 Viper kit (2005, 50 Bausätze 750/1000)
- F4 Mamba (2005, 300 Exemplare)
- F4 Tamburini (2005–2006, 300 Exemplare)
- F4 Corse (2005–2006, 300 Exemplare)
- F4 Nero (2006, 21 Exemplare)
- F4 Veltro 5° Stormo 23° Gruppo (2006, 100 Exemplare)
- F4 Veltro Pista (2006, 23 Exemplare)
- F4 Senna 1000 (2006–2007, 300 Exemplare)
- F4 100 CC Claudio Castiglioni (2006–2018, 100 Exemplare)

#### F4-Serie mit 1000 cm³ (2. Version)
- F4 (seit 2010)
- F4 R (seit 2012)
- F4 RR (seit 2011)

Limitierte Sondermodelle:
- F4 1078 RR 312 Edizione finale (2010)
- F4 1000 R Frecce Tricolori (2010)
- F4 1000 RR edition 50ans école d’aviation de chasse (2011)
- F4 1000 RC Reparto Corse (2018, 250 Exemplare)
- F4 1000 LH44 Lewis Hamilton (2018, 44 Exemplare)

#### F3-Serie
- F3 675
- F3 800
- Superveloce 800

Limitierte Sondermodelle:
- F3 675 Serie Oro (2013)
- F3 675 RC
- F3 800 AMG-Edition

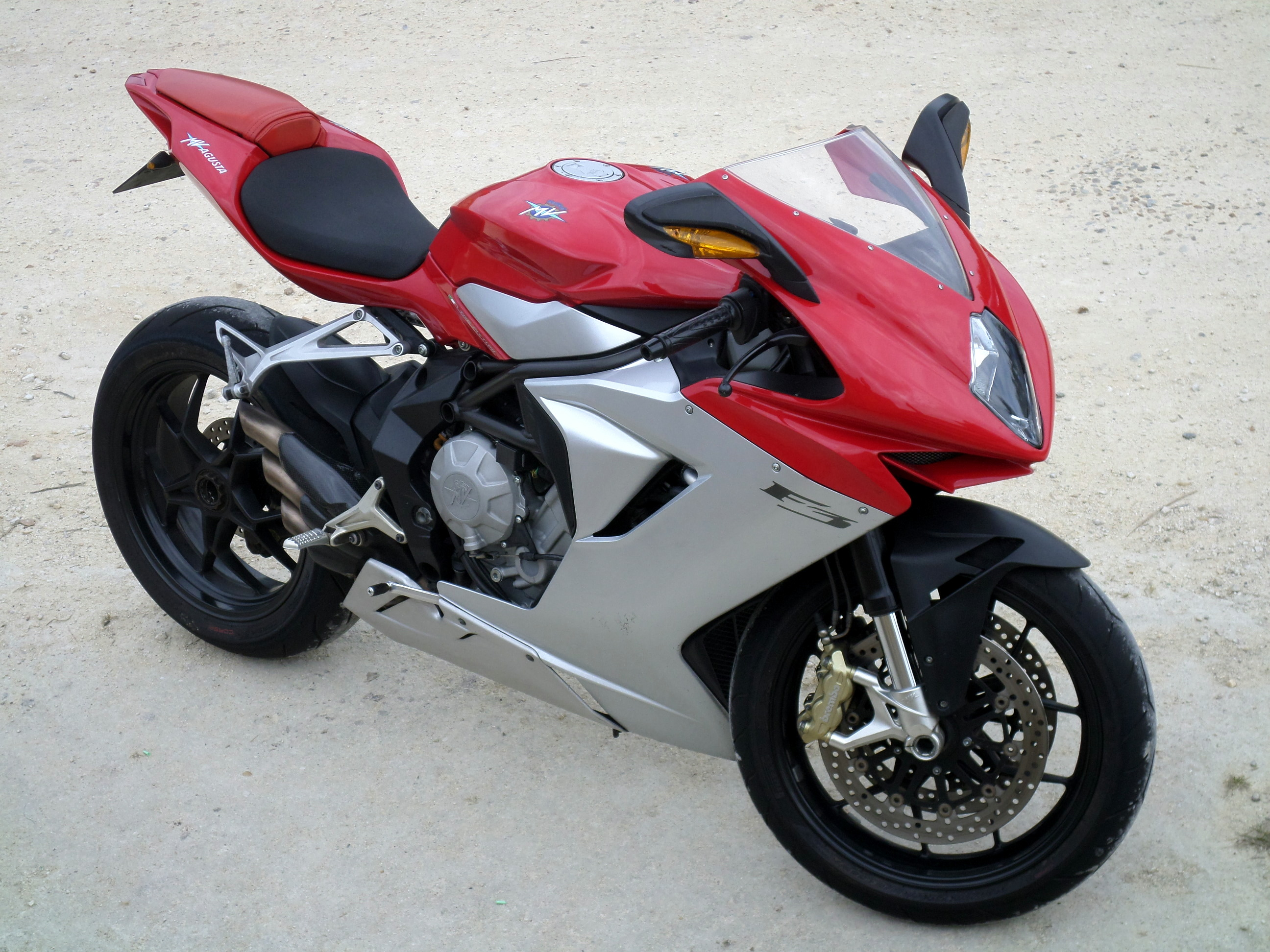
MV Agusta F3

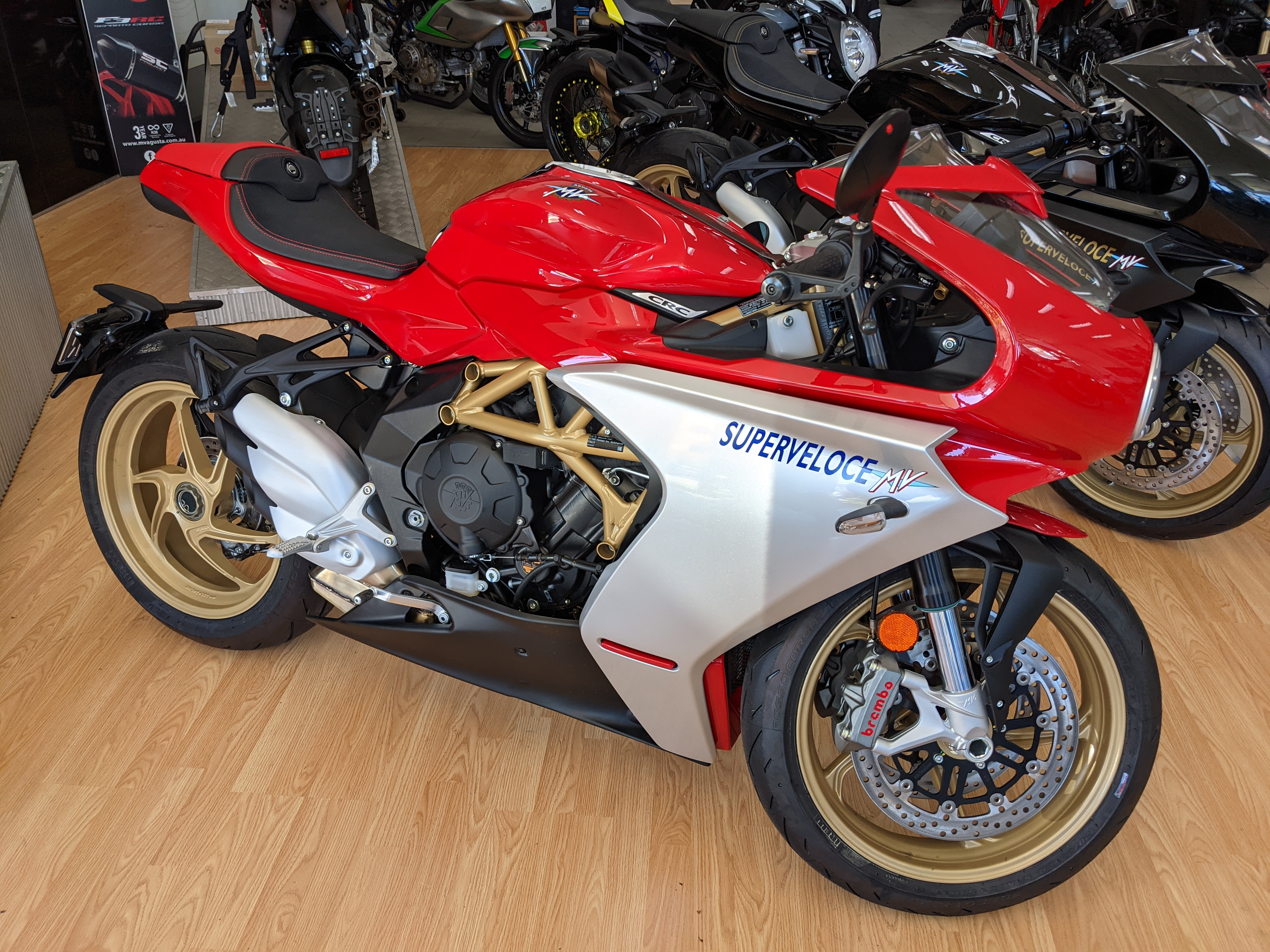
MV Agusta Superveloce von 2020

- Superveloce 800 Serie Oro (2020, 300 Exemplare)
- Supervelove 800 75 Anniversario (2020, 75 Exemplare)

### Naked Bikes (Brutale-Baureihe)

#### R3-Motor mit 675 cm³
- Brutale 675

#### R3-Motor mit 800 cm³
- Brutale 800
- Brutale 800 RR
- Brutale Dragster 800
- Brutale Dragster 800 RR
- Brutale Dragster RR LH44

Limitierte Sondermodelle:

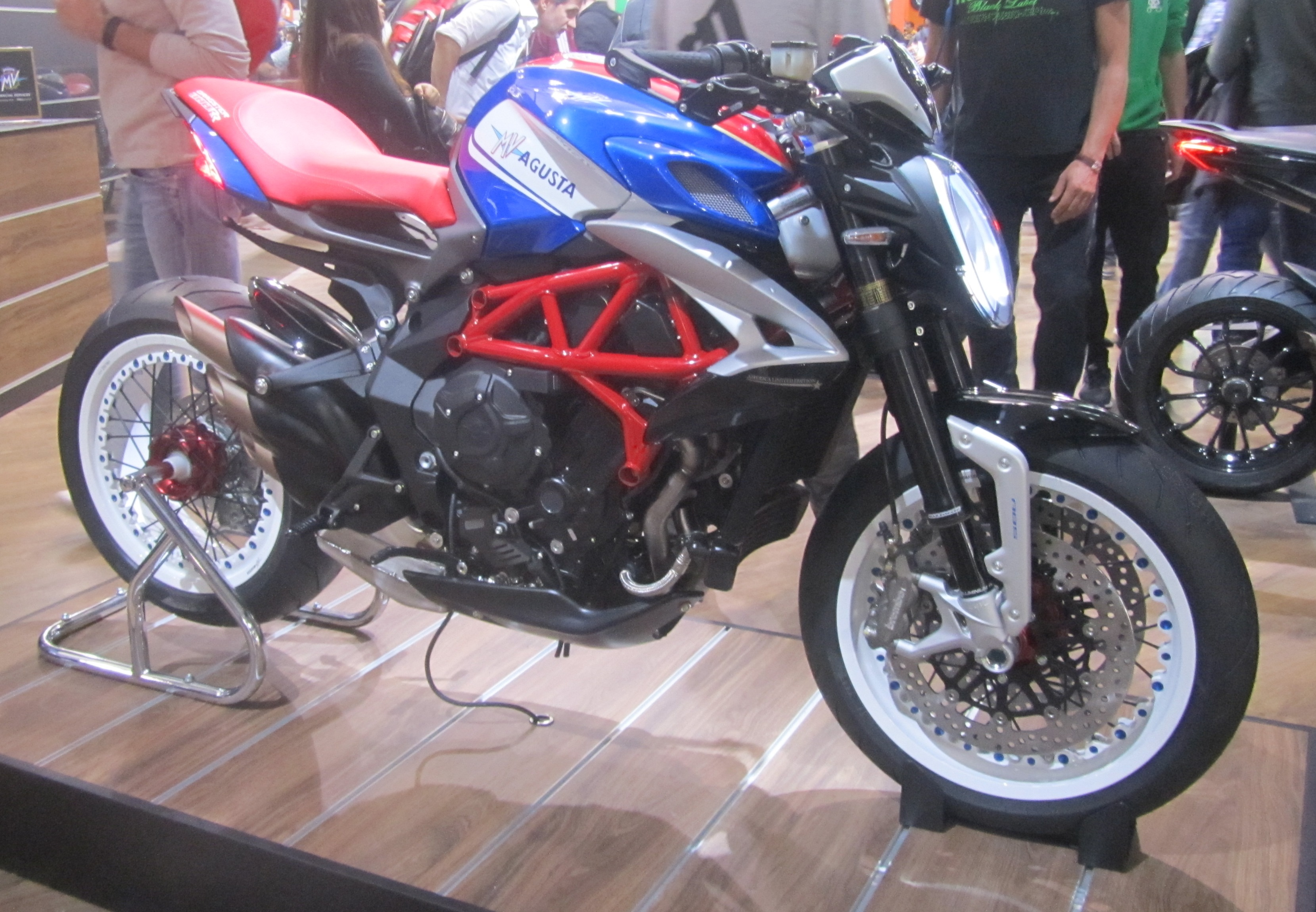
MV Agusta Dragster 800 RR von 2018

- RVS#1 („Reparto Veicoli Speciali“ Brutale Dragster 800) (2017, ca. 300 Exemplare)
- Brutale 800 RR PIRELLI (2018, 300 Exemplare)
- Brutale 800 RR LH44 Lewis Hamilton (2019, 50 Exemplare)

### Rivale
- Rivale 800

### Reisesportenduros
- Stradale 800
- Turismo Veloce 800
- Turismo Veloce 800 Lusso
- Turismo Veloce RC

#### R4-Motor mit 750 cm³
- Brutale 750 S (2003)

Limitierte Sondermodelle:

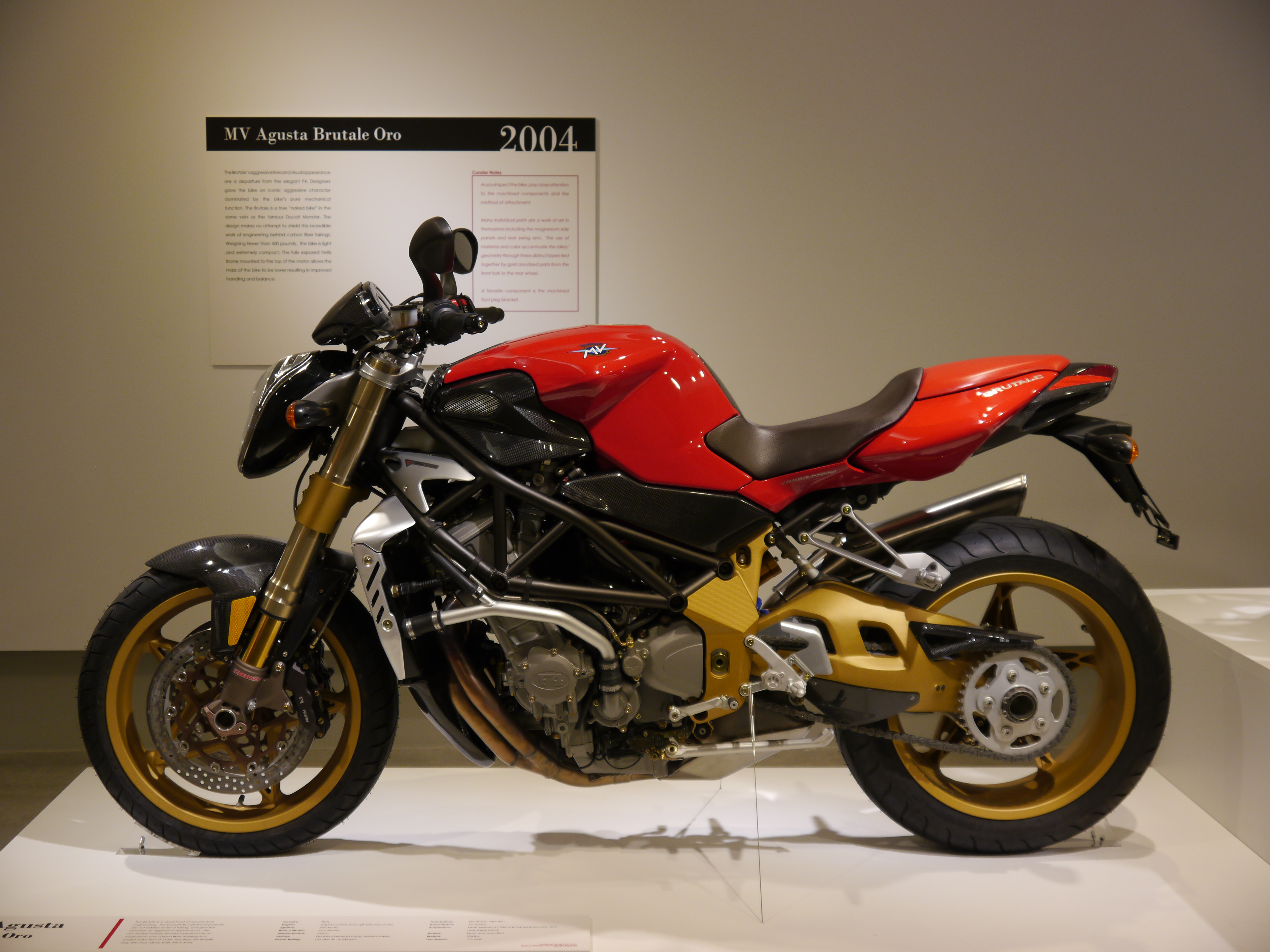
MV Agusta Brutale 750 Serie Oro von 2002

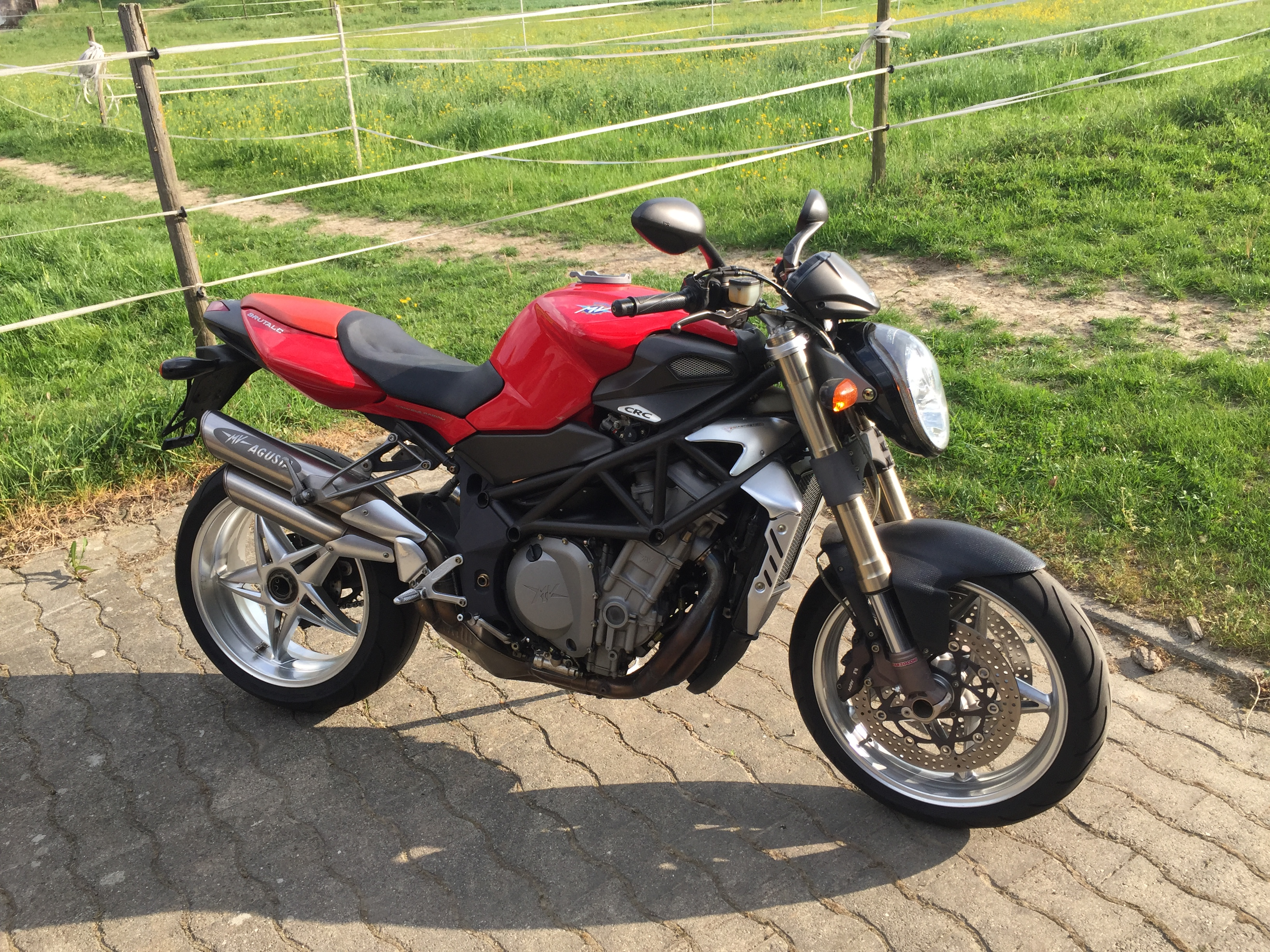
MV Agusta Brutale 750 S von 2003

- Brutale 750 Serie Oro (2002, 300 Exemplare)
- Brutale 750 Mamba (2004, 300 Exemplare)
- Brutale 750 America (2005, 300 Exemplare)
- Brutale 750 Racing Gara (2006, 30 Exemplare nur Japan)

#### R4-Motor mit 910 cm³
- Brutale 910 (2006)

- Brutale 910 R (2007)

Limitierte Sondermodelle:

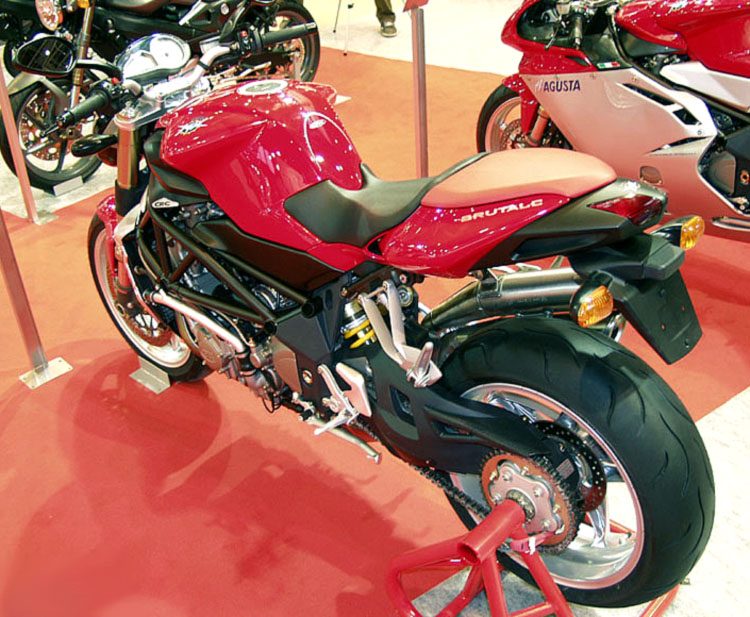
MV Agusta Brutale 910

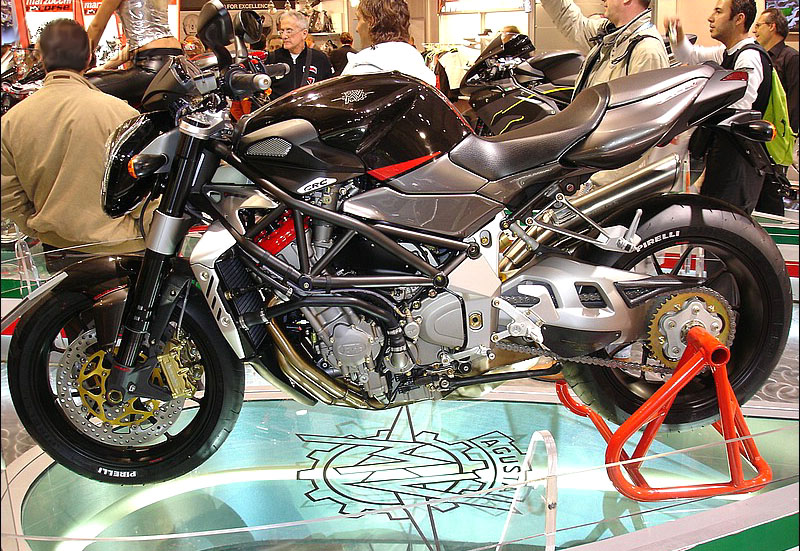
MV Agusta Brutale 910 R

- Brutale 910 Starfighter Titanium (2006, 23 Exemplare)
- Brutale 910 Starfighter R (2006, 99 Exemplare)
- Brutale 910 CRC (2005, 300 Exemplare)
- Brutale 910 Gladio (2005, 300 Exemplare)
- Brutale 910 R Italia (2007, 124 Exemplare)
- Brutale 910 R Wally (2008, 100 Exemplare)
- Brutale 910 Hydrogen (2008, XX Exemplare nach Weltcup-Sieg USA)

#### R4-Motor mit 1000 cm³ (1. Version)
- Brutale 989 R (2008)
- Brutale 1078 RR (2008)

Limitierte Sondermodelle:
- Brutale 1078 RR Jean Richard (2009)

#### R4-Motor mit 1000 cm³ (2. Version)
- Brutale 920 (2010)
- Brutale 990 R (2010)
- Brutale 1090 (seit 2013)
- Brutale 1090 R (2013[20])
- Brutale 1090 RR (seit 2013)

Limitierte Sondermodelle:

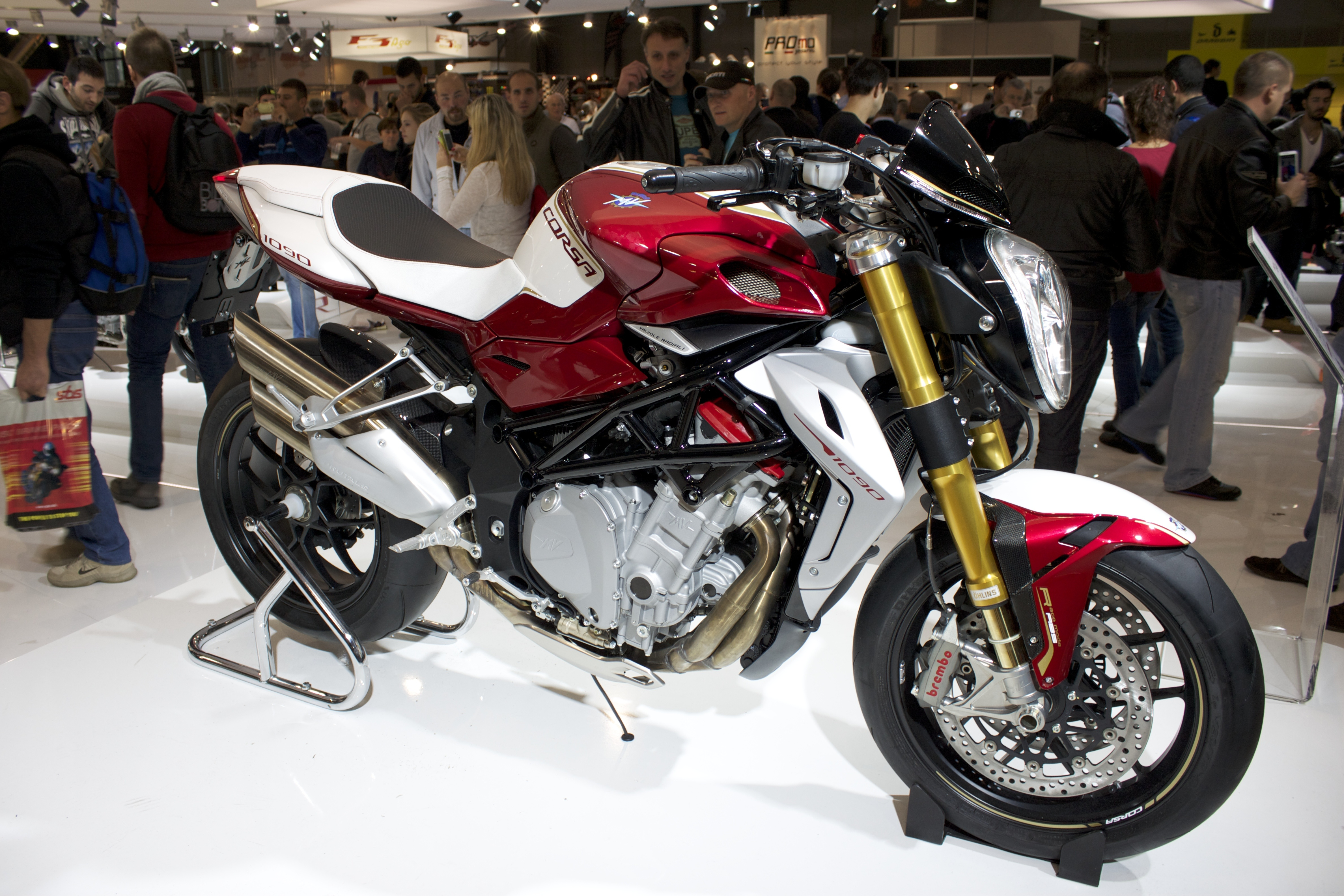
MV Agusta Brutale 1090 Corsa

- Brutale 990 R Brand Milano (2010, Tuningkit)
- Brutale 990 R Anniversario (2010, 150 Exemplare)
- Brutale 1090 RR Cannonball (2010, Tuningkit)
- Brutale 1090 RR Corsa (2013, Kit)

#### R4-Motor mit 1000 cm³ (3. Version)
- Brutale 1000 (2019)

Limitierte Sondermodelle:
- Brutale 1000 Oro (2019)
- RUSH 1000 (2019)

## Umbauten durch Magni
Arturo Magni, (1925 – 2015) war von 1950 bis zum Rückzug von MV Agusta im Jahr 1977 aus der Motorrad-Weltmeisterschaft, Cheftechniker und Rennleiter des „Reparto Corse“ von MV Agusta.
Noch im gleichen Jahr gründete er zusammen mit seinen Söhnen die Werkstatt „Elaborazioni Magni“. Das Unternehmen stellte anfangs Spezialteile für Standard-MV-Agustas her. Der anspruchsvollste und von den Kunden am häufigsten gewünschte Umbau bestand darin, den schweren Kardanantrieb der MV Agusta 750 S durch einen sportlicheren Kettenantrieb zu ersetzen. Später konstruierte und baute er erste Rahmen aus Chrom-Molybdän-Stahl für dieses Modell.
Neben anderen Marken (Honda, BMW, Suzuki und zahlreichen Moto-Guzzi-Varianten) sind auch immer wieder eigenständige Modelle auf MV-Basis entstanden, wobei die Modelle Storia (2013) und Filo Rosso (2014) die meiste internationale Beachtung fanden. Nach dem Tod von Arturo Magni werden in Samarate weiterhin Motorräder gefertigt, wobei Arturo Magnis Sohn Giovanni mittlerweile das Unternehmen leitet.
Seit Mitte der 1970er Jahre wurden gebaut:
- Magni-MV Agusta 832
- Magni-MV Agusta 860
- Magni-MV Agusta 861
- Magni-MV Agusta 862
- Magni-MV Agusta Mini-Bike

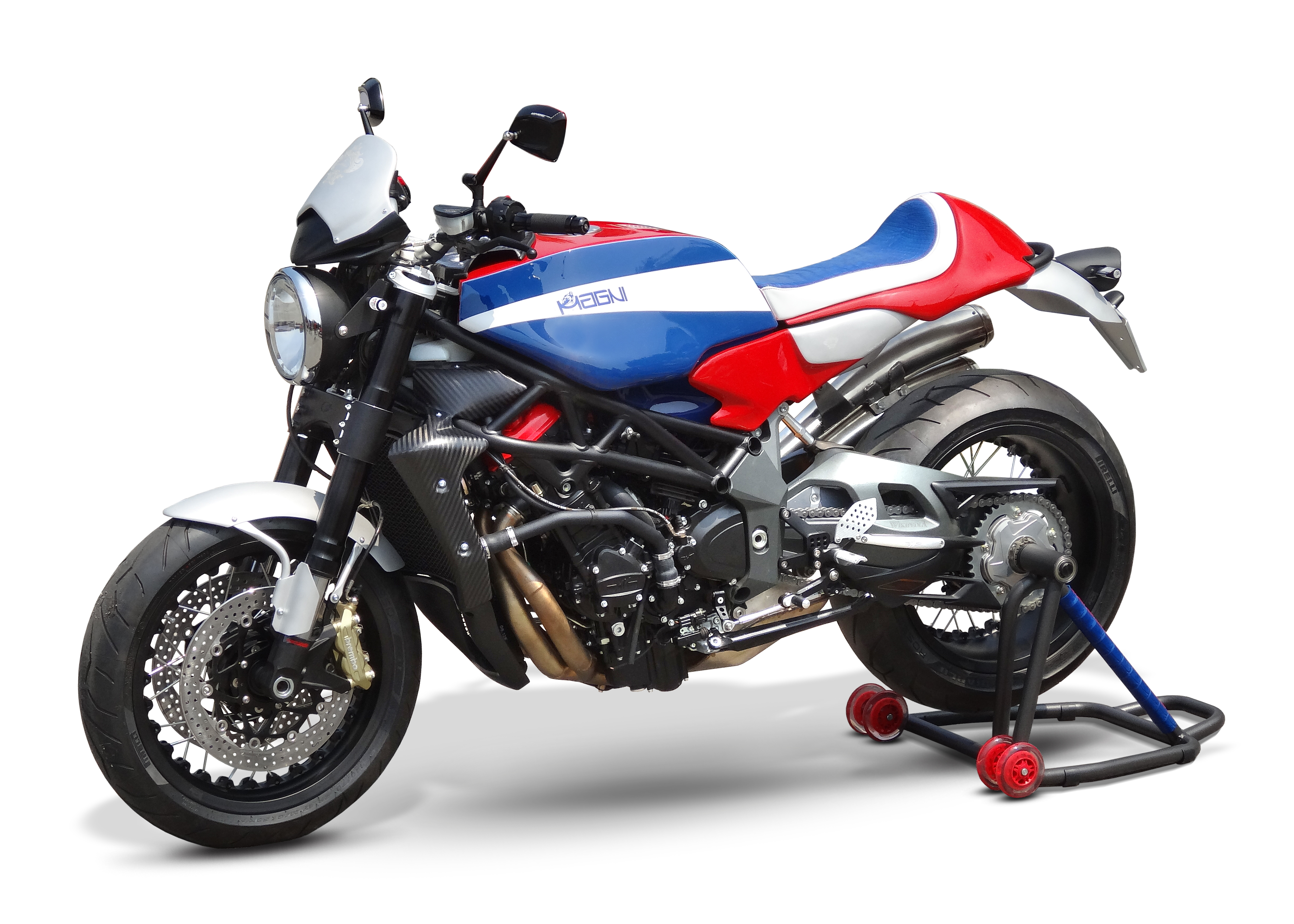
Magni „Storia“ (ital.: „Geschichte“) auf Basis der MV Agusta Brutale
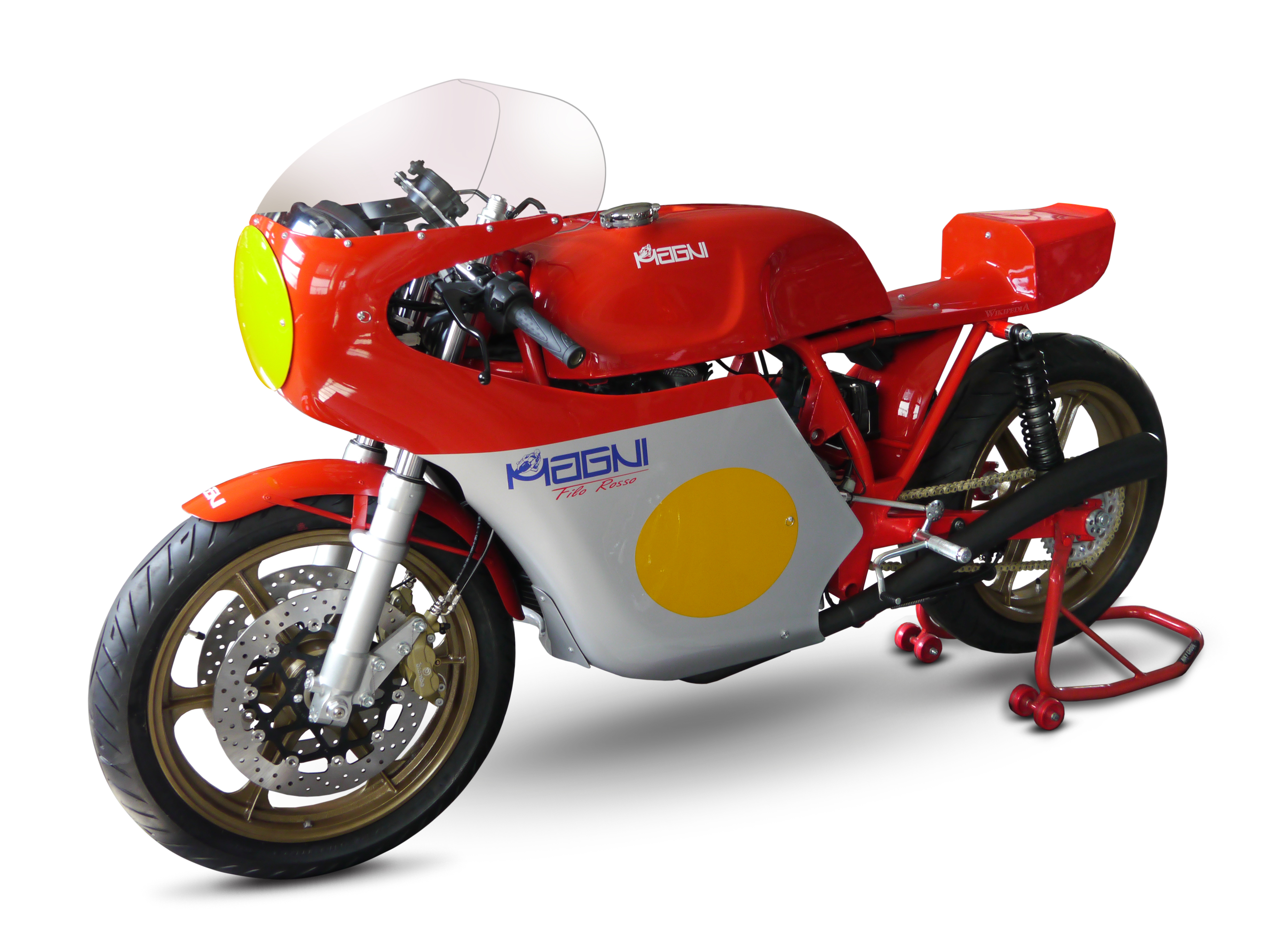
Eine Maschine auf MV-Agusta-Basis, aus der Serie „Filo Rosso“ (roter Faden)

## Trivia
Zum 1. Januar 2025 waren in Deutschland 13.310 MV-Agusta-Krafträder zum Straßenverkehr zugelassen, was einem Anteil von 0,3 Prozent entspricht.